# Historiska mord och avrättningar i Stockholm

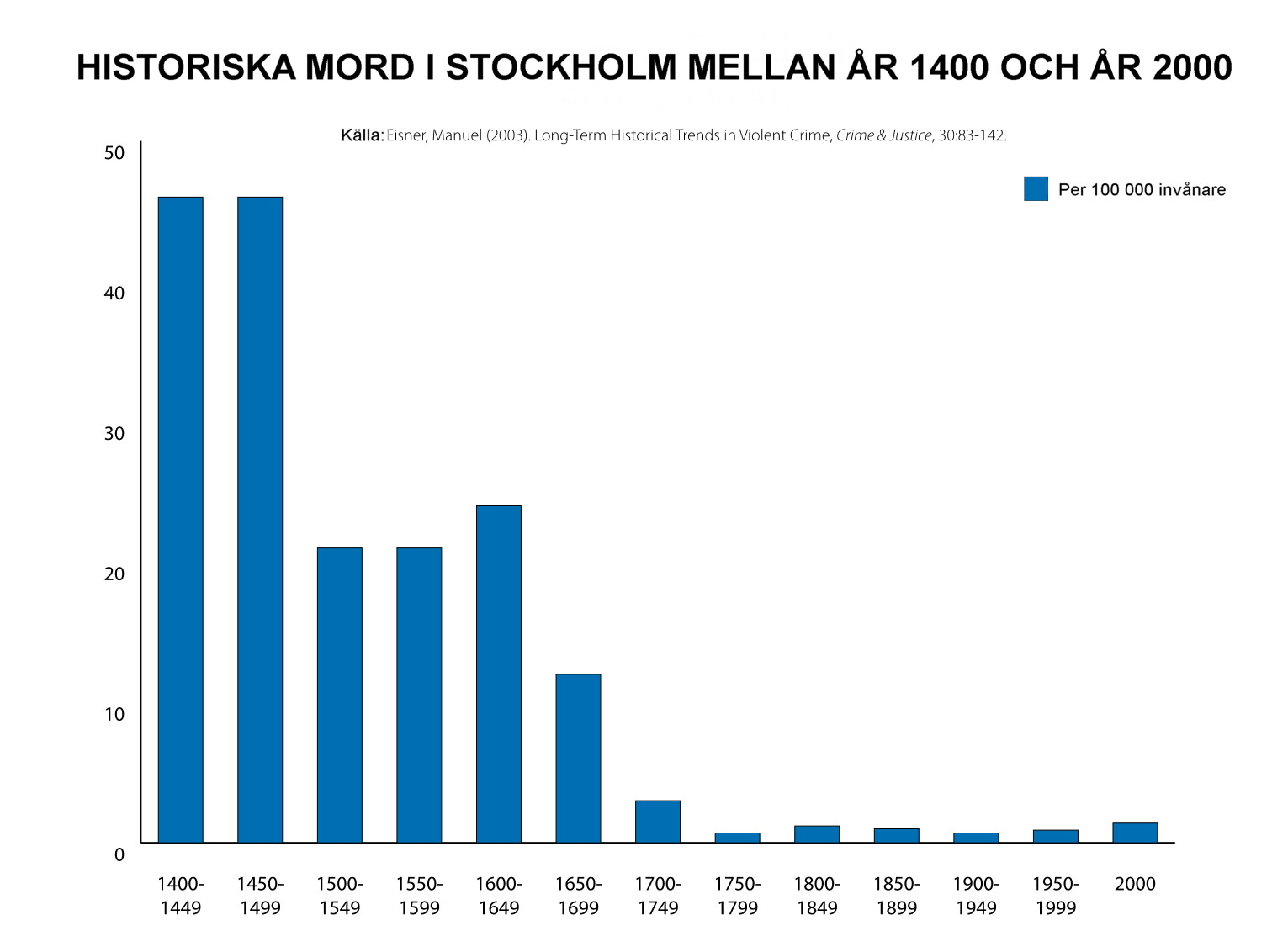
Mord och dråp i Stockholm år 1400 till år 2000. Antal mord per 100 000 invånare. Sedan 1750-talet på ungefär samma nivå.

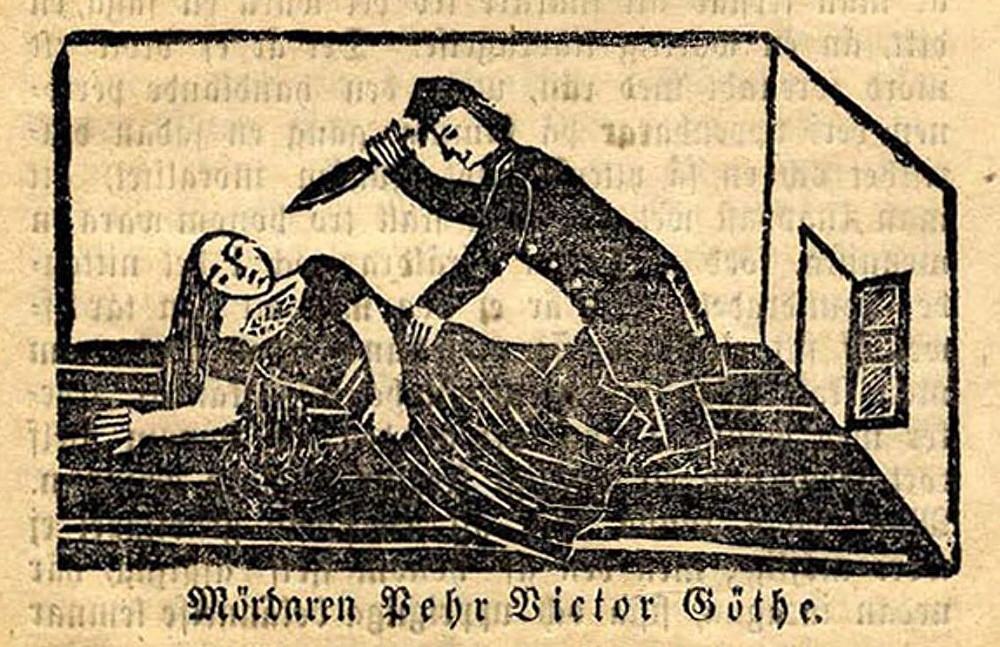
Pehr Victor Göthes mord på Anna Sofia Forssberg.

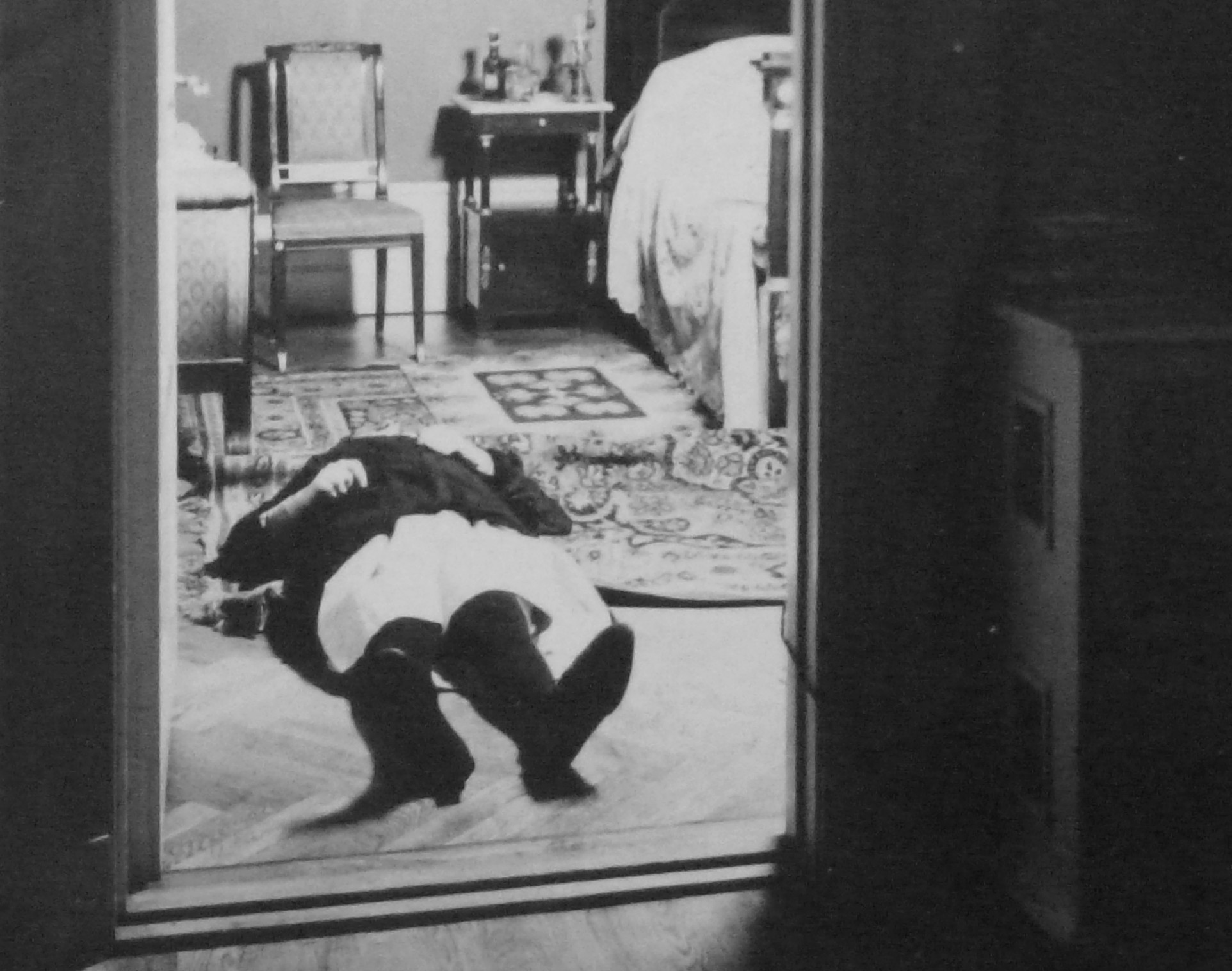
von Sydowska morden 1932, död kvinna i lägenheten Norr Mälarstrand 24. Morden blev mycket uppmärksammade på sin tid.

Mord och avrättningar i Stockholm finns dokumenterade tillbaka till 1280-talet, då Magnus Ladulås lät halshugga tre riksråd ur Folkungaätten. De hade anklagats för flera ”förrädiska stämplingar mot tronen”. Därefter ger Stockholms stads tänkeböcker en bra inblick i stadens mord och dråp för perioden mellan 1400-talets mitt och 1600-talets mitt. Räknat per 100 000 invånare var våld med dödlig utgång bland stockholmare högst under medeltiden, för att sedan mer än halveras fram till sekelskiftet 1700. Det vanligaste var bråk som uppstod mellan två män och oftast var alkohol inblandat.
Under Gustav III mildrades dödsstraffen respektive avskaffades helt för vissa brott. Den sista hängningen på galgen i Hammarbyhöjden ägde rum 1818 och den sista offentliga avrättningen på avrättningsplatsen (som låg nedanför själva galgbacken) skedde 1862. Sveriges och Stockholms sista avrättning ägde rum den 23 november 1910 då rånmördaren Alfred Ander halshöggs i en giljotin.
Stockholm har upplevt en lång rad politiska mord, där det största är Stockholms blodbad som ägde rum mellan den 7 november och 9 november 1520. I regel ville makthavarna bli av med en eller flera obekväma konkurrenter eller bestraffa en kritiker. Två uppmärksammade mord på politiker överskuggar allt annat under senare delen av 1900-talet och 2000-talets början: mordet på Olof Palme (1986) och mordet på Anna Lindh (2003). Därtill kommer tre terroristdåd med dödlig utgång: ockupationen av Västtysklands ambassad (1975), bombdåden i Stockholm (2010) och lastbilsattentatet på Drottninggatan 2017.

## Medeltid

### Mord och dråp bland allmänheten

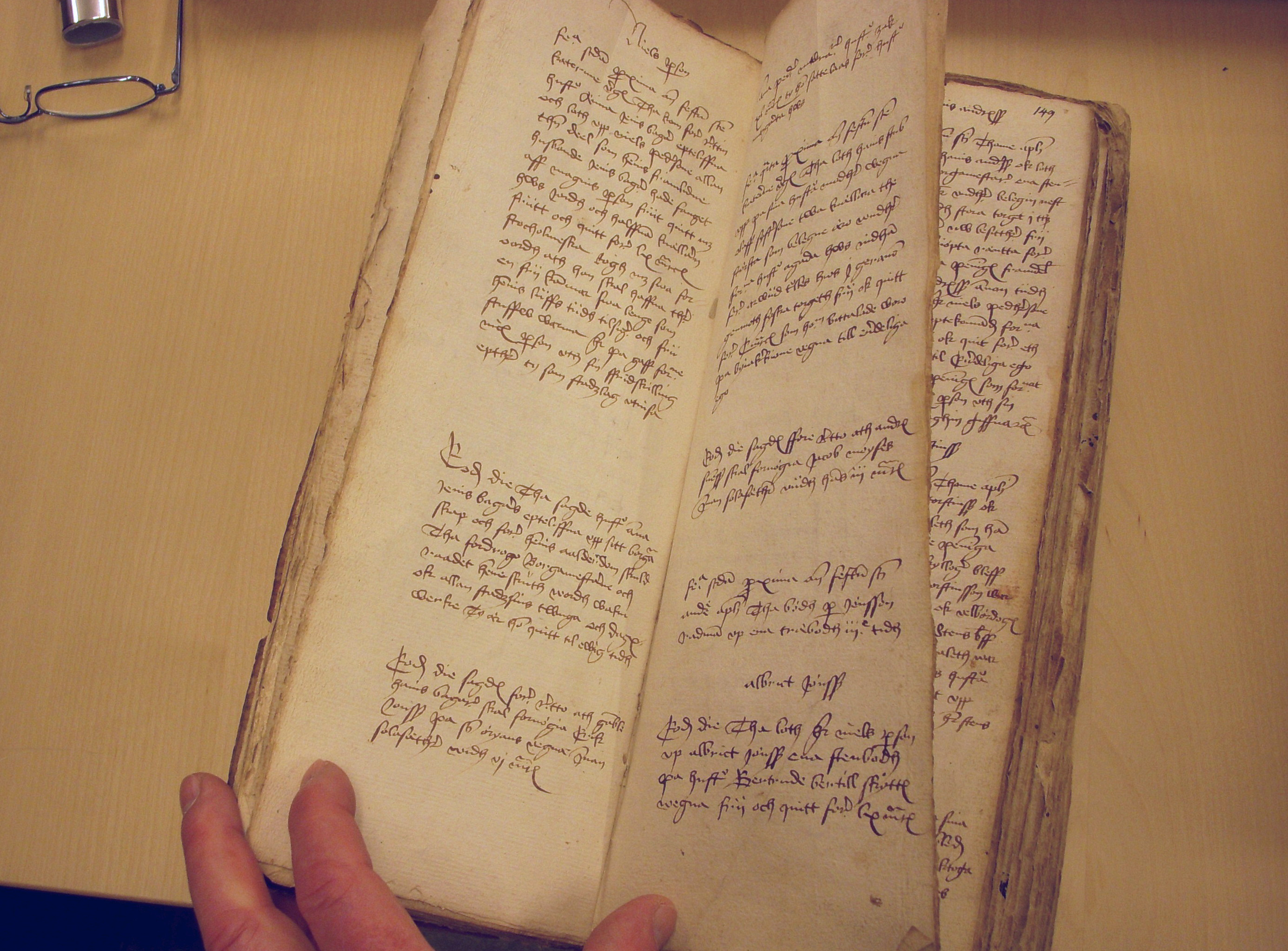
En av Stockholms stads tänkeböcker

Av Stockholms stads tänkeböcker framgår att våld med dödlig utgång var uppemot hundra gånger vanligare på medeltiden jämfört med idag. Under medeltiden var dråp det oftast förekommande när två män kom i strid med varann och den ene dödades. Om den överlevande sedan anmälde händelsen för domstolen bedömdes brottet vara lindrigare. Mord var ett svårare brott, särskilt om det exempelvis rörde sig om ett ”nesligt dödande” och gärningsmannen försökte dölja dådet.

### Käpplingemorden
Motsättningen mellan tyska handelsmän och Stockholms stadsbefolkning ledde en juninatt 1389 till de så kallade Käpplingemorden. Den 14 juni 1389 tågade tyska hättebröder, soldater och köpmän till Stortorget och samlades vid Kåkbrinken. En anklagelseskrift med namn på 76 svenska ”förrädare” som skulle gripas lästes upp. En del låstes in på Slottet Tre Kronor, andra forslades till Gråmunkeholmen (nuvarande Riddarholmen) för att torteras med bland annat sågar. Den 17 juni roddes slottets fångar över till Käpplingeholmen (nuvarande Blasieholmen). Där låstes de in i en byggnad som tändes på. Den lägsta angivna siffran för antal offer under Käpplingemorden är 15, den högsta 76.

### Medeltida lagstiftning

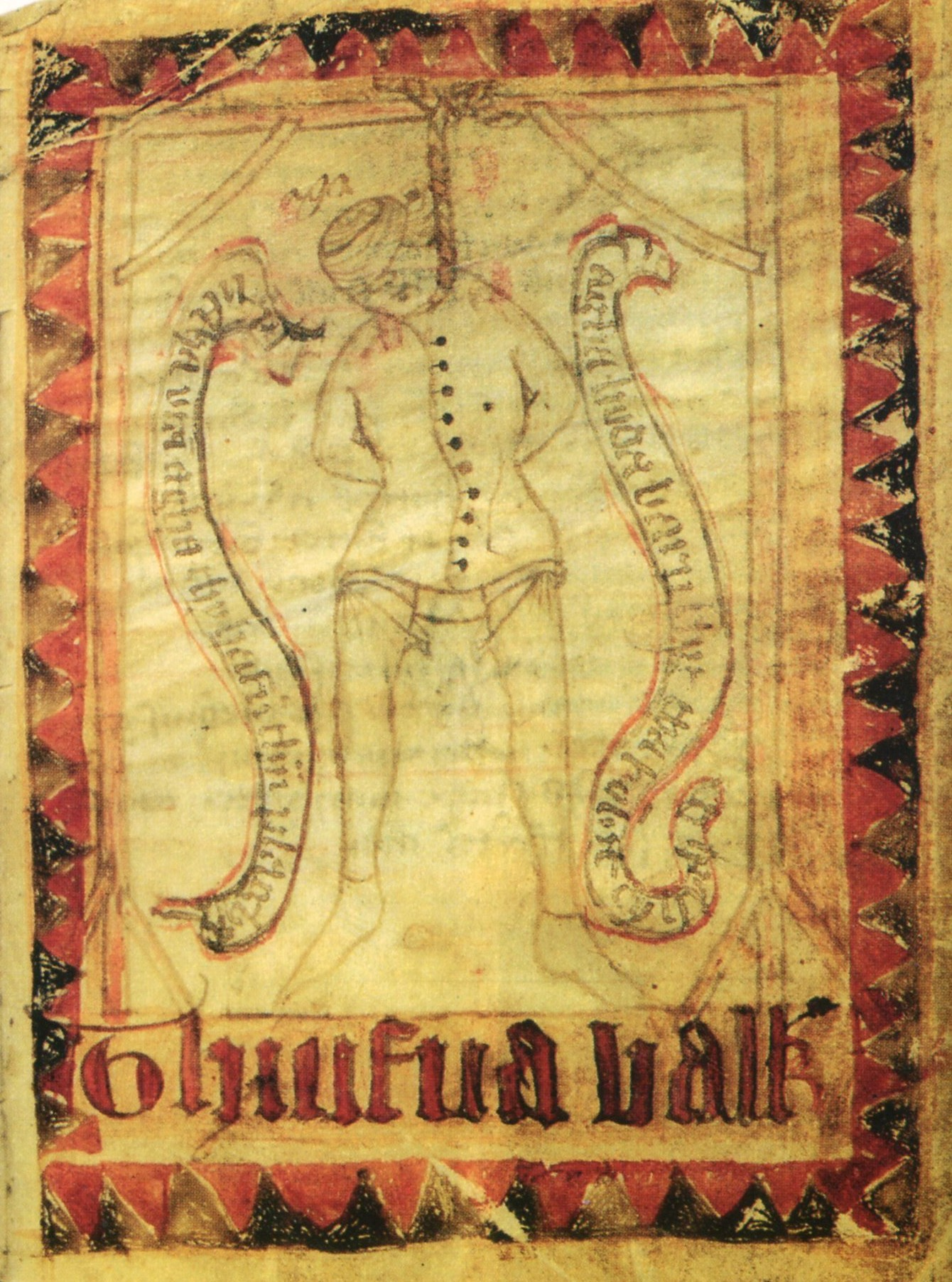
Magnus Erikssons landslag "Thiufua balk" inleds med en bild på hängning.

En mycket sträng lagstiftning, Magnus Erikssons stadslag och Magnus Erikssons landslag, som utdömde dödsstraff även för stöld lyckades inte avskräcka. Bara mellan 1474 och 1492 avrättades 140 personer i Stockholm. Av dem var 50 personer dömda för våldsbrott (exempelvis mord, dråp och misshandel) medan 90 huvudsakligen var tjuvar och rånare. Magnus Erikssons landslag "Tjuvabalken" inleds med en bild på hängning och texten på banden intill förklarar att man skall aga sina barn så att de inte hamnar på galgen. Ett människoliv var inte mycket värt på medeltiden. Om man idag haft samma stränga straffpåföljder som på 1400-talet skulle cirka 1 560 personer ha avrättats årligen, det vill säga fyra varje dag.

### Bråk och kränkt heder
Den vanligaste orsaken till att någon dödades var bråk som uppstod mellan två män och oftast var alkoholhaltiga drycker inblandade. Det mest frekventa mordvapnet var kniv, som nästan varenda man bar med sig. Mindre vanliga tillhyggen var vedträn, ölkrus, yxor, hammare eller möblemang. Att såra varandras heder kunde också vara en anledning till bråk med dödlig utgång. Så mycket som en tredjedel av alla mord och dråp under 1500-talet berodde på en konflikt om heder och ära. Ibland utlöste en bagatell ett mord. Den 9 juni 1589 anklagades knekten Anders för mordet på drängen Bengt Persson. De hade kastat pil och Anders missade piltavlan, varpå Bengt hånat honom genom visslingar. Det räckte för Anders att dra sin kniv och sticka den i huvudet på Bengt ”så att kniven gick ut i strupan”. Domstolen ansåg att ett mord för en så ringa orsak inte kunde accepteras och dömde Anders till döden.
Några av rådhusrättens domar är idag svåra att förstå, då dråp eller mord inte alltid straffades med döden, och ibland verkade domen högst godtycklig. Som framgår av Stockholms tänkeböcker anklagades skinnaren Henrik den 18 juni 1492 för dråp. Han hade dödat sin dräng, men det framkom att drängen hade en ”lönnig avund” till Henrik som därför blev frikänd. Den 17 december 1498 anklagades Klas Larsson från Utsunda by för mord. Han dömdes till döden eftersom nämnden, som skulle avgöra om han var skyldig eller inte, kunde se i hans ögon att han var skyldig till brottet.

### Politiska mord
Vid sidan om mord och dråp bland allmänheten var politiska mord inte ovanliga i Stockholm. I regel ville man bli av med en eller flera obekväma konkurrenter eller bestraffa en kritiker. Det äldsta dokumenterade mordet av den kategorin går tillbaka till år 1280. Då lät Magnus Ladulås halshugga tre riksråd ur Folkungaättensom hade anklagats för flera ”förrädiska stämplingar mot tronen”.
Nästa kända fall är Torgils Knutssons avrättning den 10 februari 1306. Han dömdes till döden och halshöggs på Pelarbacken (idag Götgatsbacken) och begravdes i Gråbrödraklostret. Tillfångatagandet och avrättningen av Torgils skedde i samförstånd mellan kungen Birger Magnusson och hans bröder för att bli av med Torgils politiska dominans.

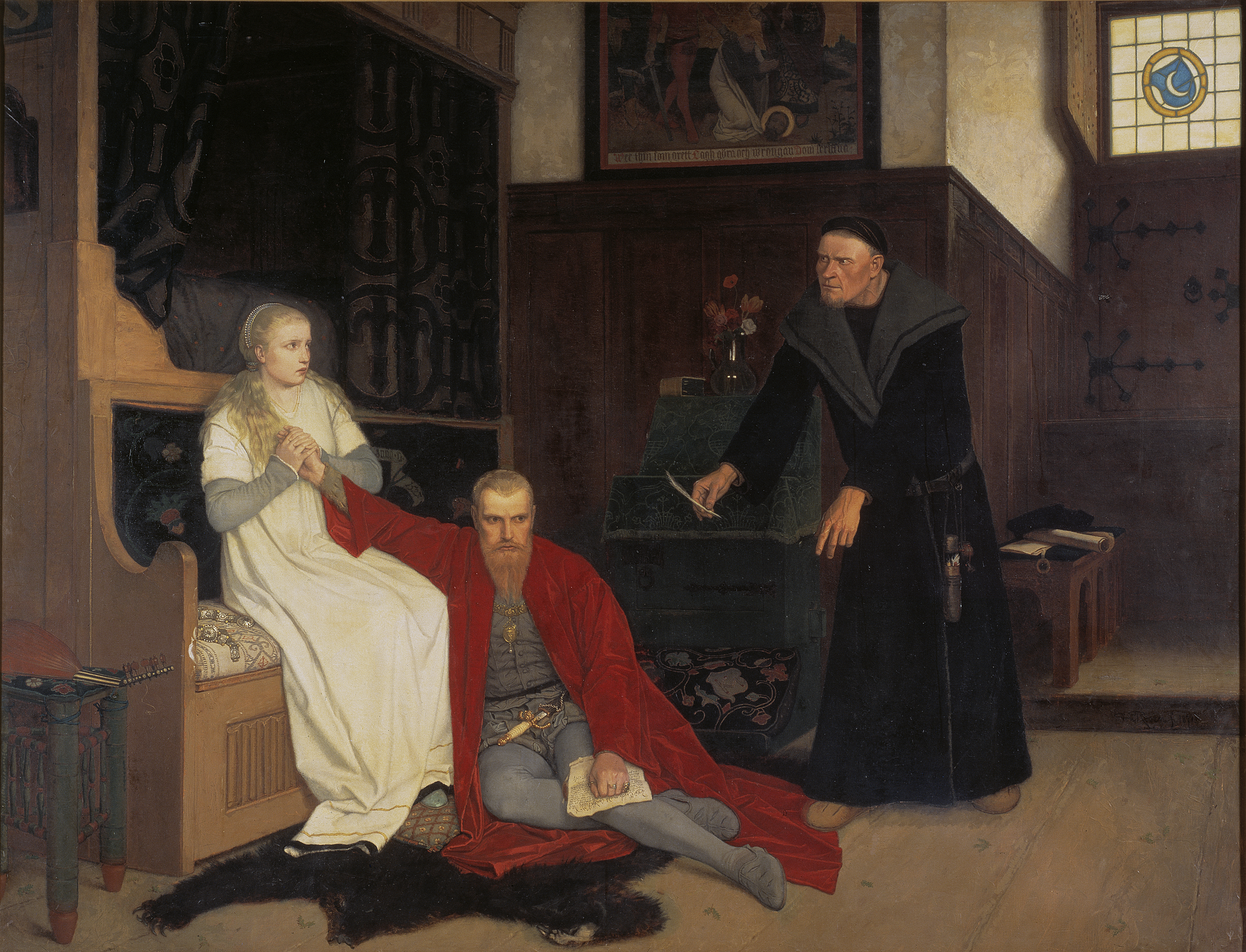
Karin Månsdotter, Erik XIV och Jöran Persson på en målning av Georg von Rosen från 1871.

Magnus Birgersson, Birger Magnussons son, dog inte heller en naturlig död; detta då han var prins och "ett hot" om tronen för andra. Därför dömdes han den 21 oktober 1320 till döden och en vecka senare avrättades han genom halshuggning på Helgeandsholmen. Sedan begravdes han under högtidliga former i Riddarholmskyrkan.
Genom att vara missnöjd och kritisk mot kungen fick den halländske riddaren Broder Svensson Tjurhuvud betala med livet 1436. Han hade angripit Karl Knutsson (Bonde) med hårda ord för att han inte erhållit något slott i förläning. Därpå blev han gripen och halshuggen på Brunkebergstorg.
Svek mot kungen var inte heller acceptabelt och bestraffades med döden. Det fick Måns Bryntesson Lilliehöök erfara 1529. Måns Bryntesson var en av Sveriges mera framstående män under 1520-talet och 1529 deltog han i Västgötaherrarnas uppror mot kung Gustav Vasa. Sedan upprorsförsöket misslyckats erbjöds han nåd av kungen, men då han trodde att de handlingar som kunde vittna om hans brott blivit förstörda nekade han till att ta emot benådningen och fordrade att få en rättegång. Vid riksdagen i Strängnäs 1529 framlades dock bevis för hans gärningar och han dömdes till döden. Lilliehöök försökte då fly från fängelset där han förvarades men störtade och bröt lårbenet. Han kröp sedan utanför staden och gömde sig i en åker men blev upptäckt. Den 7 september 1529 verkställdes domen genom halshuggning på Södermalmstorg (enligt en annan uppgift på Brunkebergstorg). Huvudet spetsades på en påle och kroppen begravdes i Riddarholmskyrkan.
Ibland kunde kungen själv bli till mördare. Så skedde 1568 när kung Erik XIV grep en eldgaffel och slog ihjäl sin sekreterare Martin Olai Helsingius. Anledningen var att denne hade rått kungen att inte benåda kungens sekreterare Jöran Persson, som var Erik XIV:s främste och mäktigaste gunstling, men hatad av allmänheten. Persson hade bland annat utpekats som upphovsman till rannsakningen på Svartsjö slott 1567 och till Sturemorden samma år. Efter att Erik XIV:s bröder Johan och Karl rest ett uppror mot sin kungabroder, fängslades Persson och fick sedan sin dom avkunnad den 28 september 1568. Han straffades såsom "en ärelös, trolös, menedig förrädare, skälm och bösewicht"; detta på ett mycket grymt sätt. Först spikades hans adelsbrev och hans båda öron upp på galgen, sedan hängdes han upp på densamma. Men innan han var död togs han ner igen och blev långsamt rådbråkad på avrättningsplatsen vid nuvarande Brunkebergstorg. Slutligen blev han halshuggen och steglad.

### Stockholms blodbad

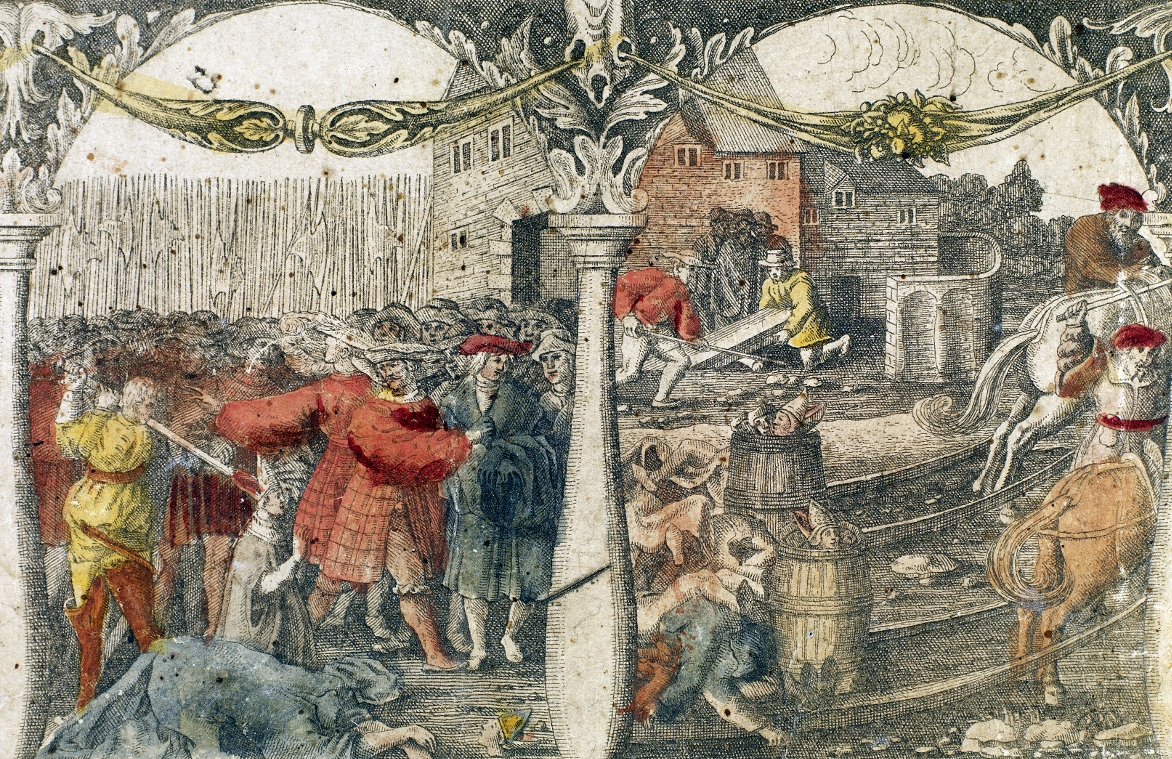
Två scener från Blodbadstavlan. Till vänster halshuggs de två biskoparna; till höger grävs kistan med Sten Sture den yngres kropp upp.

Det genom tiderna största politiska mordet i Stockholm är onekligen Stockholms blodbad. Det var den rannsakning med efterföljande avrättningar som ägde rum mellan den 7 november och 9 november 1520. Händelserna påbörjades direkt efter Kristian II:s kröning till svensk kung när gästerna på kröningsfesten kallades till ett möte på Slottet Tre kronor. Ärkebiskop Gustav Trolles krav på ekonomisk kompensation för bland annat Stäkets rivning ledde till frågan om den tidigare riksföreståndaren Sten Sture den yngre och hans anhängare hade gjort sig skyldiga till kätteri. Med stöd i kanonisk rätt avrättades uppskattningsvis 82 personer de följande dagarna. Avrättningarna verkställdes på Stortorget och började vid middagstid den 8 november med att biskoparna Mattias och Vincent halshöggs med svärd. Efter det avrättades 15 adelsmän – också med svärd. Därefter hängdes Stockholms borgmästare och rådmän från en galge som uppförts på torget. Följande dag avrättades adelsmännens tjänstefolk och andra medhjälpare. Den 10 november tändes stora bål på Södermalm på den plats där Katarina kyrkogård senare anlades och där brändes kropparna efter de avrättade. Sten Sture den yngres grav i Svartbrödraklostret grävdes upp och liket kastades också på det bål som stod på Pelarbacken. Händelsen förevigades 1524 på Blodbadstavlan, som samtidigt innehåller en av de äldsta kända avbildningarna av Stockholm.

## Minskning av det dödliga våldet under Stormaktstiden
Från mitten på 1500-talet till mitten på 1700-talet skedde en skärpning av straffen både i övriga Europa och i Sverige men efter 1700-talets mitt gick trenden mot mildare straff. Brytpunkterna mot hårdare straff anses vara reformationen medan upplysningen innebar en tendens mot mildare straff.
Under hela 1600-talet och Stormaktstiden skedde en markant minskning av det dödliga våldet i Stockholm. Antal brott i relation till folkmängden är något osäker gällande Stockholm vid sekelskiftet 1600 medan nedgången av våldsbrotten i Stockholm mellan år 1600 och år 1750 är över 90 procent, vilket tyder på en klar minskning även i relation till ett förändrat respektive osäkert antal invånare. Om minskningen av brott kan kopplas till strängare lagar är dock osäkert.
En möjlig förklaring är sambandet med Sveriges krig. I början av 1600-talet utfördes cirka 30 procent av mord och dråp i Stockholm av soldater. Därefter när soldaterna slogs på Europas krigsskådeplatser, sjönk det dödliga våldet. Många stupade och leden av unga aggressiva män glesnade. Därtill kom ”stadens gissel” i form av omfattande eldsvådor och sjukdomsepidemier. Man hade kanske annat att syssla med än att slå ihjäl varandra för småsaker. Från och med 1635 började staden även anställa vakter som skulle patrullera Stockholms gator och torg för att övervaka ordningen. År 1667 fanns över 70 sådana officiella vakter, en föregångare till Stockholms poliskår. Även det bidrog troligen till det minskade våldet.

## Några av 1600-talets mordfall

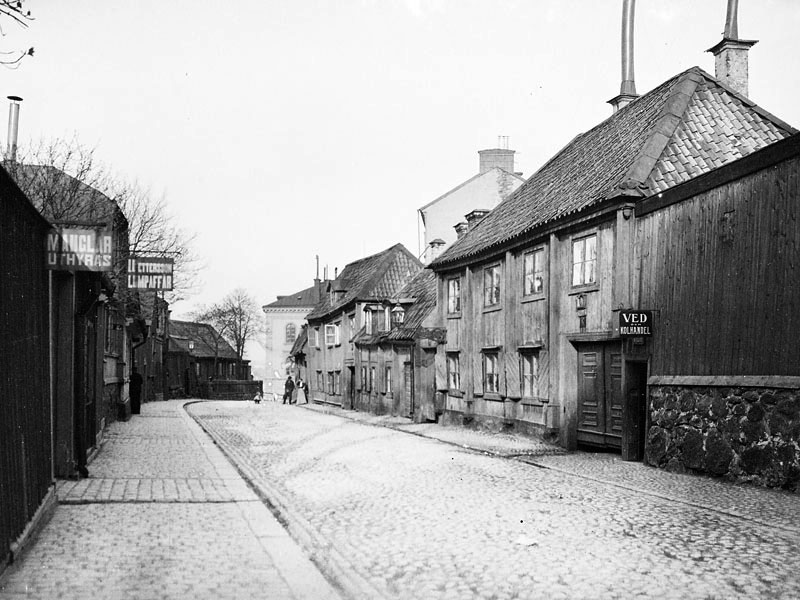
Mäster Mikaels gata (dåvarande Fjällgatan) kring sekelskiftet 1900, vy mot öst.

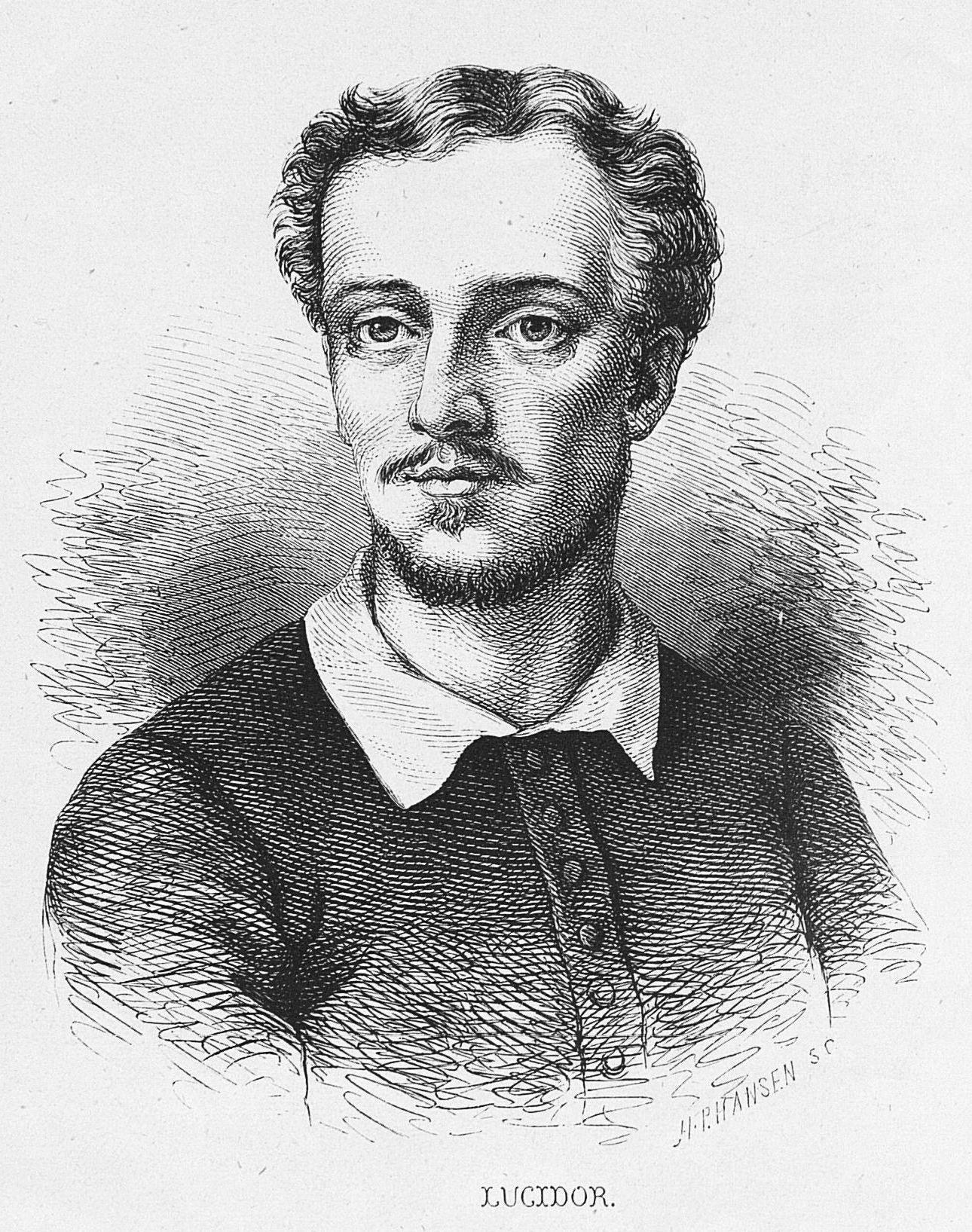
Lasse Lucidor var 36 år gammal när han dödades.

Mord och dråp var fortfarande den vanligaste anledningen till att bli dömd till döden. Det hände även att den ena bödeln avrättade den andra. Bland räkenskaper för Stockholms stad för år 1615 framgår bland annat hur vissa ersättningar bokfördes:
Är gifvit John Profoss för att han var till Upsala efter den nye Mästermannen (bödeln), p:gr 9 marker.

Är gifvit den nye Mästermannen för det han hängde upp den gambla, p:gr 6 marker.

Är gifvit åkare, som körde den gamble Mästermannen på släde ut till galgen, p:gr 2 marker.

Är gifvit dragare, som hulpo honom upp i galgen, p:gr 12 marker. 
 
Varför den ”gamble Mästermannen” skulle hängas framgår dock inte.
Däremot vet man varför bödeln Mikael Reissuer (kallad Mäster Mikael) avrättades den 20 mars 1650 av sin efterträdare. Mäster Mikael utövade sitt hantverk på Södermalms galgberg från 1635 till sin död. År 1650 mördade Mikael en vän, Påwel Andersson. De hade bråkat om en gammal ölskuld och Mikael påstod att Påwel ”sprungit på hans svärd av misstag”. Det trodde inte rätten på. Mikael Reissuer dömdes mot sitt nekande till döden och halshöggs av den nya bödeln i staden. En del av Fjällgatan på Södermalm döptes 1939 till Mäster Mikaels gata. Reissuer bodde själv i kvarteret Mäster Mikael som ligger intill Mäster Mikaels gata 4-6.
Den välkände skalden Lasse Lucidor, även kallad ”den olycklige” (han hette egentligen Lars Johansson), var bara 36 år gammal när han under ett handgemäng på kvällen den 12 augusti 1674 blev genomstungen med värja av löjtnanten Arvid Kristian Storm. Händelsen ägde rum i Källaren Fimmelstång vid nuvarande Kindstugatan 14 i Gamla stan. Som vanligt var bråk om bagateller och alkohol anledningen till den beväpnade strid som senare skulle kallas ”duell”. Lucidor hade trätit med värden över att denne inte ville skänka ut mera vin varvid allmänt tumult uppstod som Storm ville avstyra. Lucidor tog då fram sin värja och rispade Storms hand, varpå denne drog sin värja som på något oklart sätt hamnade i Lucidor. Enligt ett vittne kan ”Lars till äfventyrs ha ränt sjelf på enderas värja”. 
Lucidor begravdes i en omärkt fattiggrav i norra änden av Maria Magdalena kyrkogård, vilken schaktades bort när Hornsgatan breddades 1901. Storm åtalades för dråp den 22 augusti 1674 men lyckades fly från häktet med hjälp av sin mor och kunde därefter ”förmodligen, begifva sig till utlandet”.
Som tidigare nämnt kan en del domar från 1400-talet te sig underliga idag. På 1600-talet började domstolar att arbeta på ett förändrat sätt som vi känner igen från dagens polisutredningar och rättegångar. Man försökte rekonstruera ett brotts händelseförlopp och vittnen hördes. Följande rättsfall från april 1626 kan illustrera det.
Man hade nyligen hittat en ”jämmerligen” mördad man på en plats kallad ”Hägersteen, inthet wid allmänne stråten”. Myndigheterna bad då snabbt allmänheten om hjälp och uppmanade även mördaren att ge sig till känna, vilket han inte gjorde. Någon steg då fram och berättade att den döde var den arbetslöse skräddaren Hans Putestad och att denne hade rest till Klas Horns gård på Ekerö för att träffa en skomakare vid namn Hans Schechtelfocht. Det kom även fram att Putestad hade samtliga sina besparingar på sig. Det visade sig snart att Schechtelfocht var Horns trädgårdsmästare och han kallades till förhör. Inför rätten påstod Schechtelfocht att han hade erbjudit skräddaren ett väl avlönat arbete och sedan inte hört från honom mera.
Tydligen hade Schechtelfocht inte hunnit byta kläder, han hade nämligen blod på tröjan. Schechtelfocht menade då att han hade haft näsblod men problemet var bara att blodet ”syntes baak på ryggen”. Domstolen fattade misstankar och började granska Schechtelfochts berättelse närmare. Nya vittnen belastade honom, exempelvis med att Schechtelfocht mycket väl kände till att Putestad hade sina besparingar insydda i sina byxor. De personer som hittat liket kunde också berätta att den dödes byxor var utbytta. Inte ens hustrun kunde ge sin man ett alibi. Schechtelfocht ändrade dessutom hela tiden sin berättelse och rätten uppmanade honom slutligen att bekänna sanningen så att han inte måste offra sin själ till ”diäfulen”. Han dömdes skyldig för mordet på Hans Putestad och avrättades genom stegling.

## Stockholms avrättningsplatser

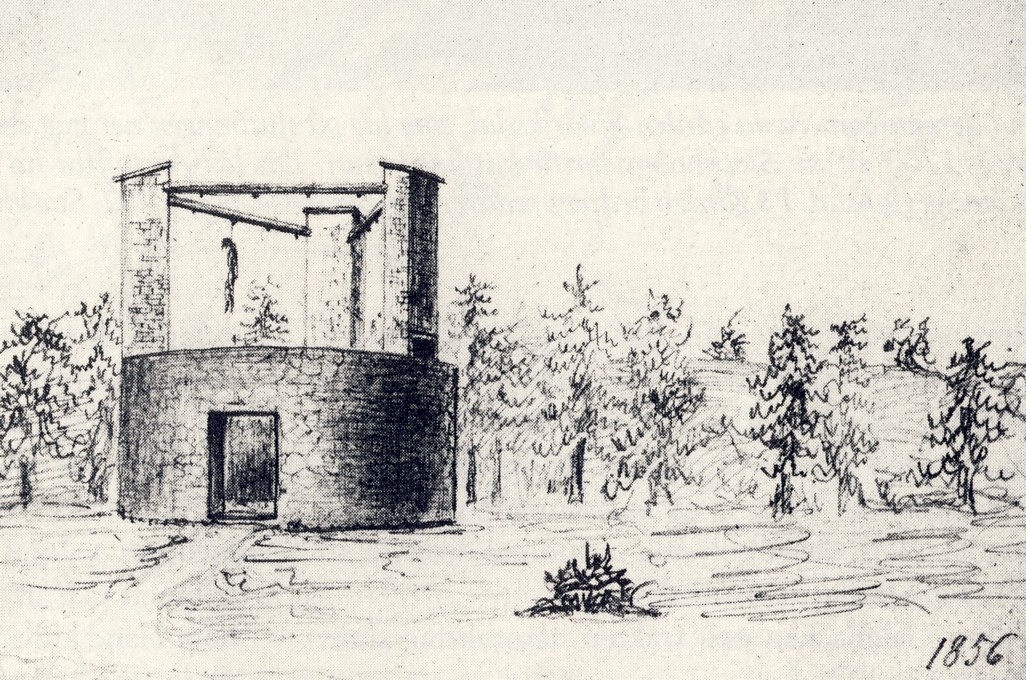
Skiss från 1856 visande galgbacken på Hammarbyhöjden.

Avrättningsmetoderna var grymma och utfördes på stadens galgbackar, de äldsta kända fanns på Helgeandsholmen och Stadsholmen (Gamla stan). På 1300-talet flyttades avrättningsplatsen till Brunkebergsåsens höjder, ungefär där Brunkebergstorg idag ligger. Samtidigt fanns en avrättningsplats kallad ”Pelarbacken” som låg vid nuvarande Götgatsbacken och nordost om nuvarande Medborgarplatsen. Från slutet av 1400-talet stod på södra sluttningen av berget tre höga stenar (kallad ”pelare”) med scener från Kristi lidande. Stenarna restes troligen till minnet av Torgils Knutssons halshuggning som verkställdes här den 10 februari 1306. Kvartersnamnen Pelarbacken Större och Mindre påminner om denna historiska händelse.
Under 1500-talet byggdes en ny, mera permanent avrättningsplats på Södermalms höjder, Södermalms galgberg. Galgen, som på många sjökort från 1500- och 1600-talen var inritad som ett sjömärke, låg på Stigberget och kan även ses på Vädersolstavlan från år 1535. Med sitt geografiska läge högt uppe på Södermalms höjder kunde galgen ses över stora delar av dåtidens Stockholm, vilket var avsiktligt då man trodde detta hade en avskräckande verkan. I mars 1652 rapporterade Stockholms överståthållare Schering Rosenhane i en skrivelse att man hade hängt tio personer samtidigt, men då var kapacitetstaket nått. Det gamla kvartersnamnet Justitia i västra slutet av Stigbergsgatan påminner fortfarande om denna avrättningsplats.
I och med att staden växte var man tvungen att på sena 1600-talet flytta Stockholms permanenta avrättningsställe utanför staden till galgbacken i nuvarande Hammarbyhöjden, ibland även kallad "galgbacken vid Skanstull" eller "Skansbacken". Själva galgen fanns i norra delen av dagens Hammarbyhöjden på en liten kulle strax söder om nuvarande Kalmgatan. Nedanför kullen vid dagens Solandergatan låg avrättningsplatsen där några stenar markerar stället som numera är ett fast fornminne. Här avrättades till exempel den 27 april 1792 kungamördaren Jacob Johan Anckarström. Den sista hängningen ägde rum 1818 och den sista offentliga avrättningen företogs 1862. En sista sup kunde den dödsdömde få på krogen Källaren Hamburg som låg vid Götgatan, ungefär där teatern Göta Lejon står idag.
Sedan de offentliga avrättningarna avskaffades 1877 verkställdes dödsdomarna på stadens fängelse. Den sista avrättningen i Stockholm (och Sverige) genomfördes den 23 november 1910 på Långholmens centralfängelse då Alfred Ander halshöggs med hjälp av en giljotin.

## 1700-talet och mildare straff

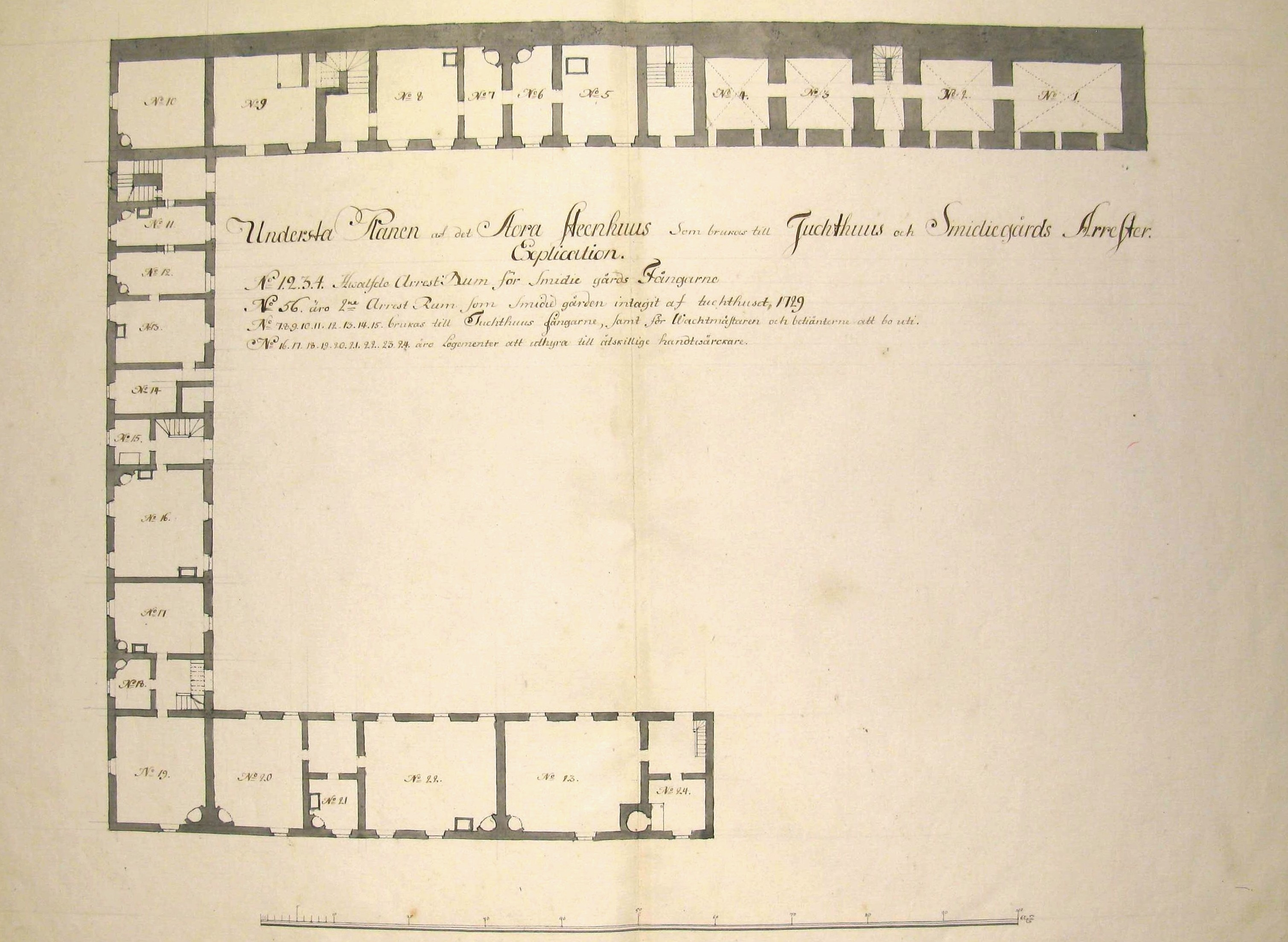
Planritning över Nya Smedjegården. Rum 1–4 är fängelserum med markant tjockare väggar vilket skulle omöjliggöra rymningar från fängelset.

Under upplysningen gick trenden i Europa mot mildare straff. 1750-talets Stockholm beskrivs som en lugn stad med vänliga invånare. En sekreterare i rådhuskansliet hävdade att Stockholm hade förvandlats till en stad med utmärkt ordning och sedlighet. Det kan bero på att Stockholm var en liten stad där nästan alla kände varann och en våldsverkare kunde räkna med att lätt bli igenkänd. Man undvek även att lämna bostaden efter mörkrets inbrott. En bra bit in på 1800-talet var Stockholm en mörk stad om nätterna. Att lysa upp gatorna var i stort sett en privatsak. Facklor och annat öppet ljus var förbjudna på grund av brandrisken och en vanlig uppmaning till den som skulle ut om natten var ”glöm inte lyktan”.
Stockholm förfogade även över en effektiv vaktstyrka som 1720 bestod av 148 vakter. År 1776 inrättades Kungliga Poliskammaren i Tessinska palatset. Poliskammaren hade till uppgift att under överståthållarens uppsikt utfärda alla förordningar och lagar som avsåg allmän ordning samt även döma i mål rörande mindre förseelser. Ändå skedde mord och dråp dock inte i samma omfattning som tidigare. Vid slutet av 1700-talet var det dödliga våldet sällsynt i Stockholm och antal mord och dråp uppgick till endast två per etthundratusen individer årligen. Det var således inte högre än i dagens Stockholm. Barnadråp utgjorde dock mer än häften av alla mord och dråp i 1700-talets Stockholm.
Däremot var straffpåföljden fortfarande grym, även om tortyr avskaffades under Gustav III. Han lät bland annat stänga den beryktade Rosenkammaren som låg i Nya smedjegården (vid nuvarande Norra Bantorget och Folkets hus). Gustav III, även av Bellman kallad den ”milde monarken”, avskydde dödsstraffet och han använde alla tänkbara förevändningar för att ändra en dom och benåda den dömda. Statistiken visar att under Gustaf III:s regeringsperiod (1771–1792) användes inte hängning som dödsstraff i Stockholm. Hängning var det mest förnedrande dödssättet som tidigare ofta drabbat tjuvar och förfalskare. Halshuggning med svärd hade däremot högre status.

### Mordet på Gustav III

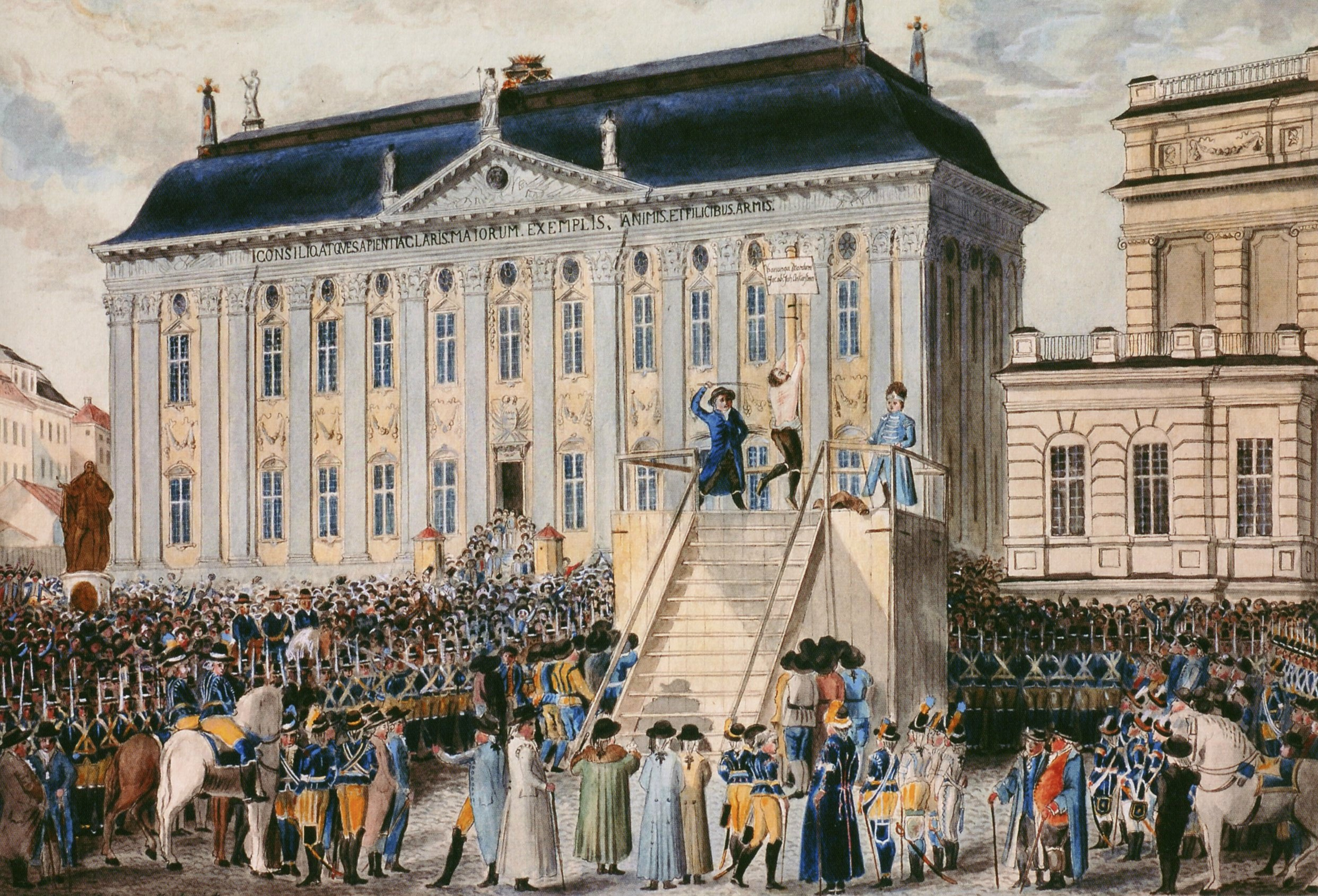
Denna Illustration av okänd konstnär visar hur kungamördaren Jacob Johan Anckarström piskas offentligt på Riddarhustorget 1792. Stockholms stadsmuseum.

Att just den ”milde monarken” själv skulle bli offer för ett mord kan förvåna. Men oenighet mellan Gustav III och adeln som såg sina privilegier beskurna och personligt hat samt missnöje med kungens politik ledde till en sammanvärjning mot hans liv. En av huvudaktörerna var den f.d kaptenen vid livgardet Jacob Johan Anckarström och hans motiv var både personliga och politiska.
Tillsammans med bland andra Carl Fredrik Pechlin, Adolph Ludvig Ribbing, Clas Fredrik Horn af Åminne konspirerade de mot kungen på Huvudsta gamla slott. Som brottsplats valdes kungens egen teater, Gustavianska operahuset. Den 16 mars 1792 sköt Anckarström kungen under en maskeradbal där. Skottet med metallskrot avlossades mot kungens rygg och vänstra höft på nära håll. Kungens sällskap, friherre Hans Henric von Essen, befallde genast att dörrarna skulle spärras, varpå polismästaren Nils Henric Lilljensparre lät demaskera och nedteckna namnen på samtliga festdeltagare. Anckarström arresterades dagen därpå för mordet.
Gustav III dog inte direkt utan låg skadad med splitter i kroppen på sitt rum i Kungliga slottet. Varken kungen eller hans läkare trodde först att skottskadan var livshotande. Men inom kort inflammerades såret varefter blodförgiftning tillkom. Gustav III avled tretton dagar efter attentatet, den 29 mars 1792. Medan kungen fortfarande levde gav han order om att samtliga inblandade, cirka 40 personer, skulle benådas till livet – utom mördaren.
Anckarström dömdes till skamstraff och dödsstraff: ”jämte förlust av gods och ära även skall mista högra handen, halshuggas och steglas, sedan han likväl förut till straffets skärpande tre dagar å rad på särskilda stadens torg stått två timmar i halsjärn på schavott och därpå av bödeln med fem par spö blivit hudstruken”. Dödsdomen verkställdes på Galgbacken, Hammarbyhöjden den 27 april 1792.

### En dödsdömd familj
Även om mordet på Gustav III och Anckarstöms avrättning kan anses vara den största händelsen av sitt slag under 1700-talet finns andra kända personer som dömts till döden för mord. Maria Rial Guntlack, hennes älskare Johan Wilhelm Falcker och senare hennes son Jacob Guntlack, skulle samtliga dö på galgbacken i Hammarbyhöjden.
År 1756 giftmördade Maria Rial (ibland Real) Guntlack tillsammans med sin älskare, skomakargesällen och gardessoldaten Johan Wilhelm Falcker, sin man skomakaren Abraham Guntlack. Straffet för Falcker blev att hans högra hand höggs av, varefter han halshöggs och steglades den 16 juli 1756. Även Rial förlorade högra handen, halshöggs och slutligen brändes hon på Galgbacken den 21 februari 1757. Då hon väntade barn med Falcker hade hennes avrättning skjutits upp några månader. Hennes son med maken Abraham, Jacob Guntlack, var 12 år när hans mor avrättades och han blev senare själv en känd tjuv och bedragare i Stockholm och dömdes till döden vid fyra tillfällen. Han lyckades dock fly tre gånger, men hösten 1769 fångades han in en sista gång och avrättades sedan genom hängning den 16 januari 1771 inför tusentals människor. Före avrättningen satt han på Smedjegården där han skrev sin ”biografi”: Den uti Smedjegårds-häktet nu fängslade ryktbare bedragaren och tjufwen Jacob Guntlacks lefwernes-beskrifning, af honom sjelf författad.
Biografin trycktes i Stockholm år 1770 på Kongl. Tryckeriet. Åtminstone påstås han själv ha författat den, men det är inte belagt. Boken blev mycket berömd i samtiden och översattes till andra språk.

### Barnadråp på 1700-talet

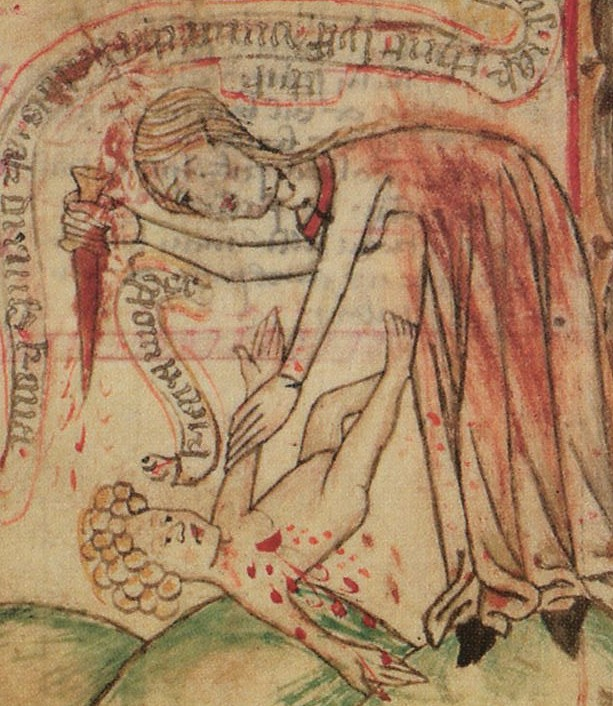
Ur Magnus Eriksons landslag "barnamord".

Under perioden 1751–1765 avrättades i Sverige 138 personer för barnamord medan 132 personer avrättades för mord. Barnamörderskan var i regel en ung kvinna i övre 20-årsåldern som inte hade ork eller medel att behålla barnet. Som jämförelse kan nämnas att under åren 1973–1988 dömdes fem kvinnor för barnadråp (som termen numera lyder). Barnamord var vid tiden sålunda ett stort problem i samhället.
I regel påstod modern att barnet var dödfött, som i ett fall av barnamord som rullades upp på vintern 1765 när Brita Engström stod åtalad misstänkt för brottet. Grannkvinnorna hade lagt märke till att Brita först blivit tjock och sedan ”åter mycket smal, samt hava dess tjocklek alldeles förlorat”. De tillkallade en barnmorska för att ta reda på om Brita hade varit gravid eller inte. Brita medgav till slut att hon hade fött ett dött barn, men när myndigheterna undersökte barnliket kunde de konstatera att barnet hade levt efter födseln. Dessutom upptäcktes en blånad under halsen, som tydde på att barnet hade strypts. Fadern till barnet, gardessoldaten Simson, påstod att han inte visste någonting, trots att han och Brita bodde ihop. Rätten trodde inte på deras förklaringar och dömde Simson till 14 dagars fängelse och Brita till döden.
För att komma tillrätta med problemet stiftades 1778 Gustav III:s barnamordsplakat, en lag som tillät ogifta mödrar att föda sitt barn anonymt. Barnmorskan förbjöds att efterfråga barnafaderns namn, vilket de tidigare varit skyldiga att göra. Tanken var att förhindra barnamord genom att kvinnan skulle kunna åka till en annan ort än hemorten och föda sitt barn utan att behöva uppge sitt namn. Samtidigt avskaffades dödsstraffet för ouppsåtligt barnamord.

## Färre avrättningar under 1800-talet
Under Gustav III:s regeringstid avskaffades dödsstraffet för vissa brott, samtidigt ökade antal benådningar. Under 1800-talet utvidgades benådningarna ytterligare och från och med mitten av 1800-talet kunde domstolarna välja mellan dödsstraff och livstids fängelse.
Den sista hängningen på galgen i Hammarbyhöjden ägde rum 1818 och den sista offentliga avrättningen på avrättningsplatsen (som låg nedanför galgen) företogs 1862 då Per Viktor Göthe blev halshuggen som straff för våldtäkt och mord på en bodmamsell från Hornsgatan.
År 1877 avskaffades de offentliga avrättningarna i Sverige helt och 1890 avrättades den sista kvinnan, Anna Månsdotter, för sin delaktighet i det uppmärksammade Yngsjömordet.

## Några av 1800-talets mordfall
Stockholms blodiga 1800-tal börjar med Fersenska mordet som ägde rum den 20 juni 1810 utanför Bondeska palatset i Gamla stan. Bakgrunden till händelsen kan ses i de politiska oroligheterna som rådde efter Gustav III:s död och landsfördrivningen av dennes son Gustav IV Adolf. Axel von Fersen, som stod Gustav III nära, var Sveriges riksmarskalk och blev, i samband med den plötsligt avlidne kronprins Karl Augusts likprocession, attackerad och brutalt misshandlad till döds av en uppretad folkmassa utan att de utposterade soldaterna ingrep.

### Fersenska mordet

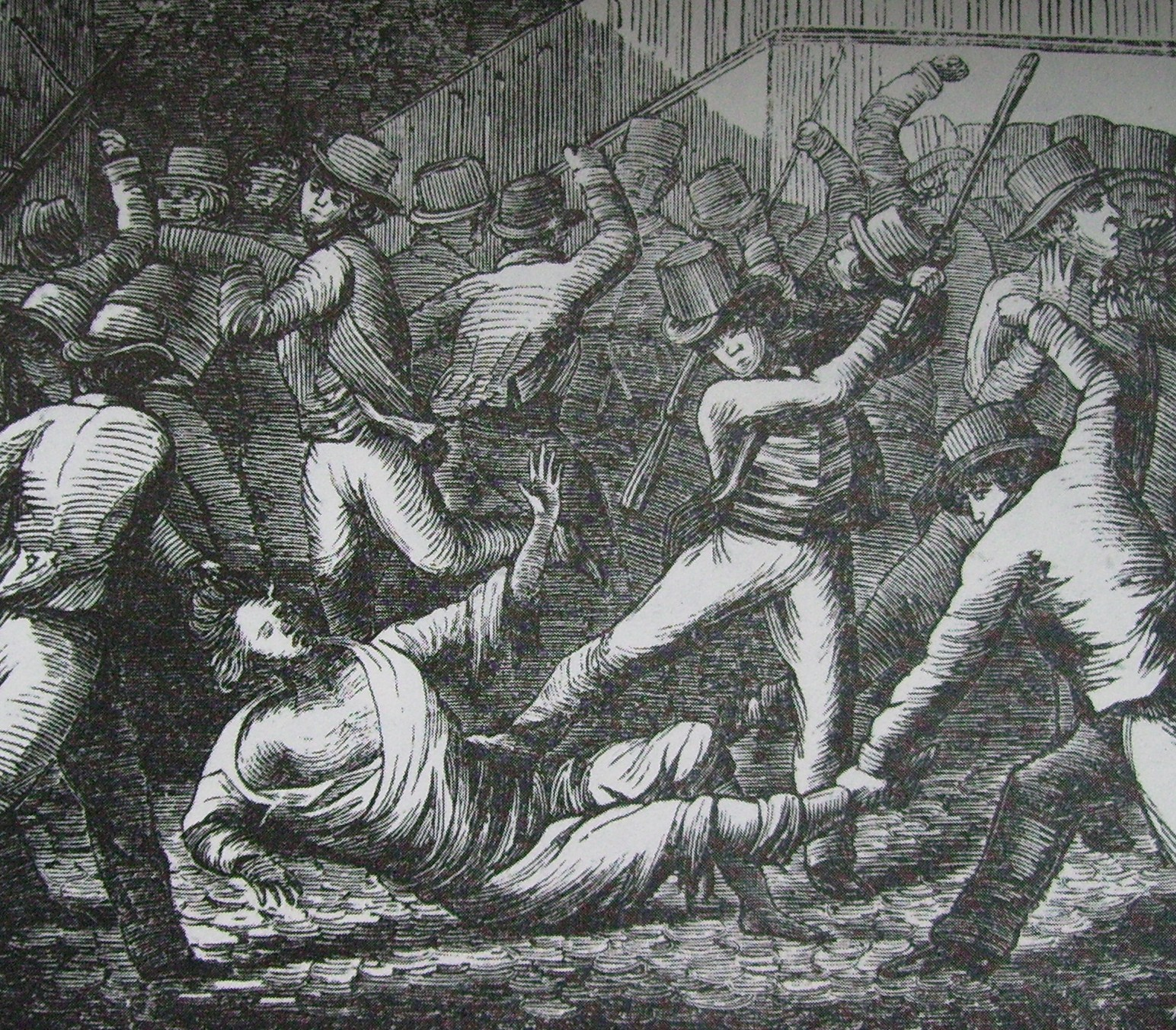
Axel von Fersen blir ihjälslagen 1810.

Axel von Fersen och hans syster Sophie von Fersen var gustavianer, vilka verkat för att kungakronan skulle gå i arv till prins Gustav, den nyligen avsatte Gustav IV Adolfs son. Dock hade istället den danske hertigen Kristian August av Augustenburg (som bytte namn till Karl August då Kristian rimmade illa med svenskarna sedan Kristian Tyranns dagar) valts till Sveriges kronprins år 1809. Då denne plötsligt dog i maj 1810 blev frågan om tronföljden åter öppen. De adelsmän som avsatt Gustav IV Adolf hade starka skäl att inte vilja se den avsatte kungens son som tronföljare. Vid Karl Augusts död spreds därför ryktet att han blivit förgiftad och att syskonen von Fersen låg bakom detta.
I likprocessionen för kronprins Karl August, som eskorterades av en stark militärstyrka, deltog Axel von Fersen officiellt såsom riksmarskalk. Redan då processionen passerade Södermalm kastades stenar på den förgyllda vagnen med riksmarskalken. Stenarna krossade vagnens glas och träffade greven, bland annat i huvudet. När processionen passerade Gamla stan övertalades den blodige von Fersen av fanjunkaren Bartholin att avbryta sin medverkan och följa med in i ett hus på Stora Nygatan för att söka skydd på en krog. En mycket grov misshandel följde som slutade med att man hoppade och stampade von Fersen till döds i dammet utanför Bondeska palatsets trappa. Halvhjärtade försök gjordes att hjälpa honom, men ingen gick på allvar emot den uppretade folkmassan. Efter mordet lades von Fersens lik först i en provisorisk kista och fördes tills vidare till Steninge slott. I ett utslag av den 5 november 1810 frikände Svea hovrätt syskonen Axel och Sophie von Fersen från varje skuld till kronprinsens död. Den 2 december 1810 fick von Fersen en värdig begravning i familjegraven i Ljungs kyrka i Östergötland.

### Morden på krogen Pungpinan
Krogen "Pungpinan" från 1670-talet låg norr om dåvarande Tyresövägen, nuvarande Skarpnäcksvägen just öster om Skogskyrkogården. Krogen gav området Pungpinan sitt namn, men finns inte kvar längre, bara det tillhörande torpet är bevarat. Natten mellan den 4 och 5 mars 1803 hände här ett omtalat mord. Mördaren var den för inbrott tidigare straffade gardisten Peter Almqvist. Han var ute efter pengar och hade beväpnat sig med en yxa och hans plan var att stjäla krogens dagskassa. Almqvist slog ihjäl krögerskan Maja Schröder, hennes piga samt två barn. Han försökte fly men övermannades av nyanlända gäster och boende på Pungpinan. Morden väckte stor uppmärksamhet, till och med Gustav IV Adolf kom för att se brottsplatsen. Den 3 augusti samma år avrättades Almqvist på galgbacken på Hammarbyhöjden.

### Mordet på Baggensgatan 9
Mindre uppseendeväckande än Fersenska mordet var mordet på den 70-årige skräddargesällen som ägde rum den 24 augusti 1819 på vinden av huset Baggensgatan 9 i Gamla stan. Fallet visar hur polisen hade börjat att inkalla specialkunskap för att lösa ett brott. Peter Askbom hade funnits brutalt ihjälslagen och liggande i en stor blodpöl på golvet. Uppdraget att utreda mordet gick till polismannen Axel Vesterlund som genast begav sig till mordplatsen. Vesterlund var en listig man och han använde i sin utredning ett antal olika personer med speciella sakkunskaper för att lösa mordgåtan. Hans första åtgärd blev att tillkalla en så kallad badarlärling, vid tiden en sorts underkategori till läkarna. Denne kunde direkt konstatera att Askbom varit död i ungefär en timme. Samtidigt fick polismannen reda på att dörren till gesällens bostad varit stängd från insidan men att fönsterhakarna var olåsta. Dessutom hade en 16-årig skomakarlärling, vid namn Carl Eric Vesterlund och boende i huset, setts gå upp till Askboms rum. Nu började en granskning av yttertaken som utfördes av två tillkallade skorstensfejarlärlingar. Dessa hittade snart lärlingen Vesterlund med blodiga kläder på taket och han kunde därefter omhändertas och fängslas. Han dömdes den 23 september 1819 till att ”mista högra hand och lifvet, samt halshuggas och steglas”. Eftersom Eric hade fyllt 16 år ansåg man att han var en vuxen man och skulle bestraffas därefter. Dödsdomen verkställdes den 18 januari 1820 på galgbacken i Hammarbyhöjden.

### Mordet på musikläraren Carlsson

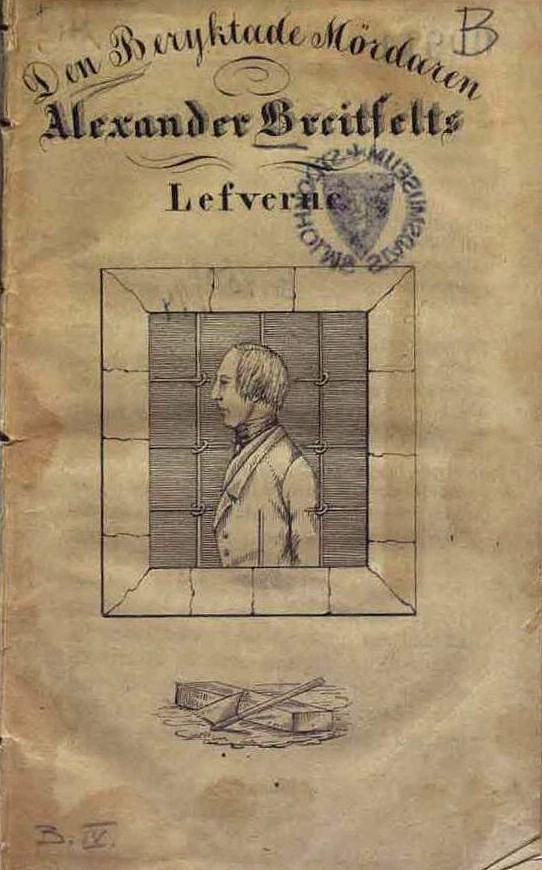
"Den beryktade mördaren Alexander Breitfelts lefverne" utkom 1843.

Mycket publicitet fick mordet på musikläraren Carlsson. I oktober 1841 sköt den då 19-årige pianoeleven Alexander Breitfelt ihjäl sin musiklärare och tillika välgörare Carlsson. Bland offrets ägodelar saknades bland annat ett fickur av silver och flera klädesplagg. Breitfelt blev ertappad med offrets kläder, greps och åtalades för mordet. Men Breitfeldt bedyrade sin oskuld och skyllde ifrån sig på en kamrat, boktryckaren Ferdinand Rumstedt. Breitfelt menade att de båda rånat Carlsson på pengar men att det var Rumstedt som skjutit ihjäl musikläraren, varpå den senare hävdade tvärtom. Alexander Breitfelt befanns till sist skyldig till mordet och sökte då nåd hos kungen: ”Nåd! Milde Konung! Nåd! Nåd! Om icke för min, åtminstone för mina arma föräldrars skull!” Nådeansökan avslogs. Breitfelt avrättades genom halshuggning på Skansbacken (galgbacken i Hammarbyhöjden) 1843. I ett sista försök att slippa dödsstraffet ”låtsade han galenskap.”
Mordet blev mycket känt och omtalat bland allmänheten. Flera skrifter författades om det, bland annat ”Den beryktade mördaren Alexander Breitfelts leverne”. Skriften återger även Breitfelts egen ”bekännelse” som publicerades i Aftonbladet den 19 januari 1842. Bekännelsen är skriven i jag-form och där lägger han hela skulden på sin kamrat Rumstedt.

### Mordet på Gustaf Rudolf Lagerstråle
Oprovocerat våld med dödlig utgång är ingen ny företeelse, som följande händelse från den 13 januari 1844 kan vittna om. Offret var sekreteraren i lantmäterikontoret Gustaf Rudolf Lagerstråle och förövarna tapetserarlärlingen A.F. Lindqvist, snickarlärlingen G.A. Wahlberg, ångfartygsmaskinisten C.W. Ekman och en ”qvinsperson” – Lovisa Juhlin. Avsikten hade varit att utföra ett rån och man begav sig till Nya Kungsholmsbron (föregångaren till nuvarande Stadshusbron) för att överfalla den förste personen som kom över bron. Det slumpade sig vara Lagerstråle, som slogs ihjäl med en butelj och en klädhängare. Av rånarna kändes enbart Lindqvist för skyldig och han avrättades genom halshuggning den 3 mars 1845. Efter denna händelse utplacerades en vaktpost på bron.

### Mordet på bodmamsell Anna Sofia Forssberg
Mordet på 34-åriga Anna Sofia Forssberg väckte enorm uppståndelse på sin tid. Inte minst eftersom den 21-årige gärningsmannen gardisten Per Victor Göthe även skändade den döda kvinnans kropp. Påskdagen 1861 blev Forssberg ihjälhuggen av Göthe med en kniv; detta i sin handelsbod vid Hornsgatan 7 där hon också hade sin bostad i ett hus som numera är rivet. Den 8 februari 1862 verkställdes dödsdomen på avrättningsplatsen nedanför Galgbacken i Hammarbyhöjden. Själva avrättningen beskådades av drygt 4 000 personer. Mördaren var in i det sista lugn då han lade sig framstupa över stupstocken och rättade till halsens läge med några rörelser, varefter bilan föll. Per Victor Göthe var den siste att avrättas på galgbacken i Hammarbyhöjden.

## Mordfall under 1900-talet till nutid
1900-talet innebar avskaffande av dödsstraff i Sverige. Den 23 november 1910, klockan åtta på morgonen, avrättade skarprättare Anders Gustaf Dahlman rånmördaren Alfred Ander med giljotin på Långholmens centralfängelse. Detta var sista gången dödsstraffet verkställdes i Sverige men också första och sista gången en giljotin användes. Dödsstraffet avskaffades helt 1921 för brott i fredstid men först 1972 för brott även i krigstid. Det hade tydligen inte någon negativ inverkan på brottsstatistiken.
Under 1900-talet dominerar tre huvudtyper av mord. Den första kategorin innebär att en berusad man slår ihjäl en annan man, ofta oprovocerad. Den andra kategorin kan man kalla för ”misslyckat utökat självmord” och betyder att en mor först försöker förgifta sina barn och sedan sig själv, men misslyckas med det senare. Den tredje typen är ”crime passionel” och kallas ofta svartsjukedrama då en man dödar sin fru, som lämnat honom eller vill lämna honom. "Svartsjukan" sägs vara den hos mördaren okontrollerbara känslan som drivit honom till mordhandlingen och orsaken till denna okontrollerbara känsla är offrets agerande mot honom. Offret skuldbeläggs därmed av förövaren, som ofta förklarar sin djupa kärlek till offret då han talar i förhör och inför domstolen.
Som exempel för ett sådant ”crime passionel” räknas det så kallade ”Syramordet” som ägde rum i mitten av 1950-talet. Historien börjar med att kontoristen Sonja Karlsson den 6 juli 1955 träffade sin fästman Istvan Gyenes på sin lunchrast. Båda slog sig ner på en bänk i Tegnérlunden och efter en stund tog Gyenes upp en flaska och uppmanade henne att dricka av innehållet, vilket Karlsson motsatte sig till. Då tvingade Gyenes på henne flaskan varpå innehållet rann ut över kvinnans ansikte och händer som frättes sönder då flaskan innehållit syra. I november året därpå avled Sonja Karlsson av sviterna efter attacken. Gärningsmannen uppgav att svartsjuka var motivet.

### Mälaredramat på ångbåten Prins Carl

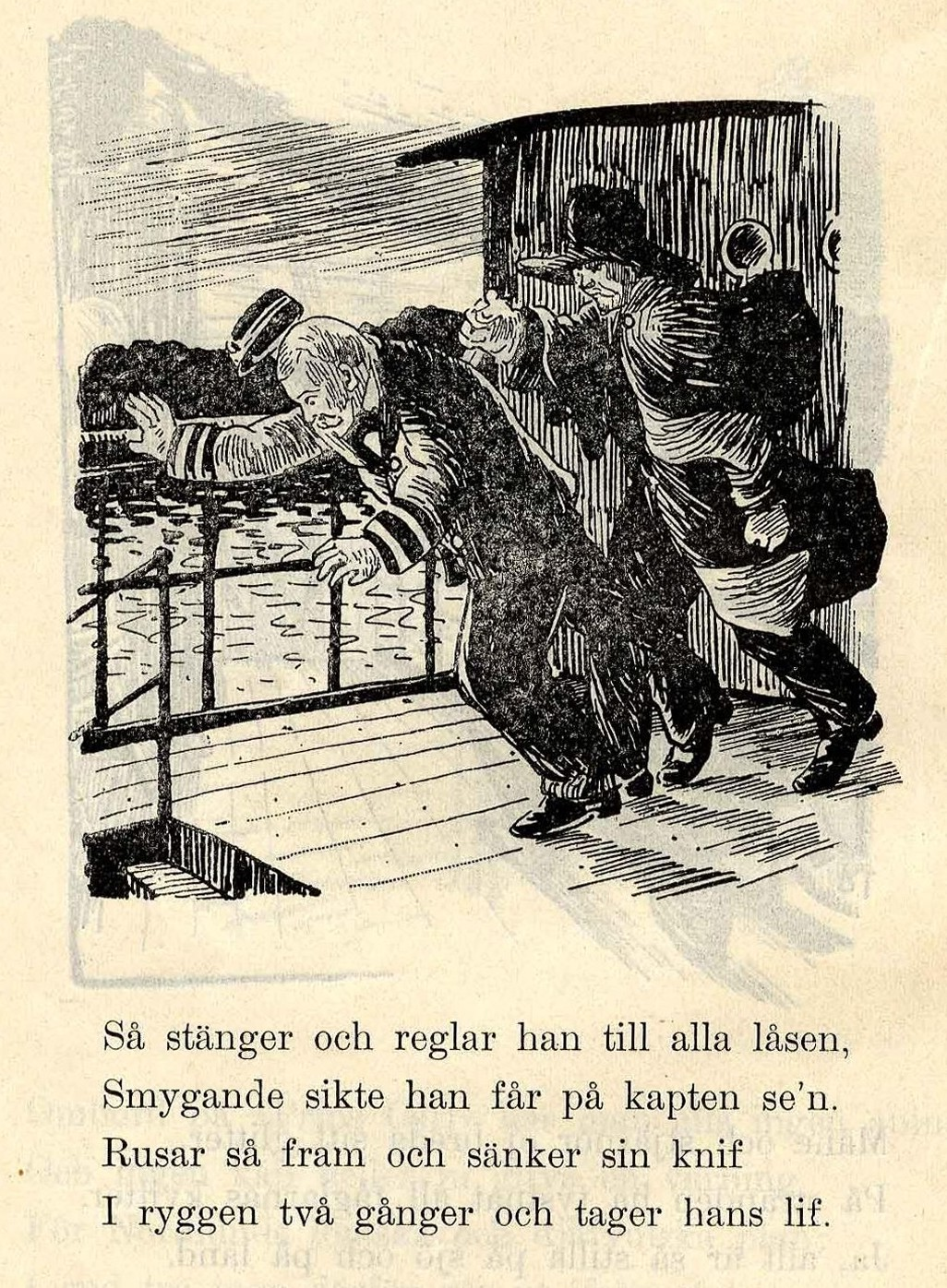
Ur ”Mälaredramat: en sångbar berättelse om de gräsliga ogerningarna å ångbåten Prins Carl”.

Seklet börjar med dåtidens största massmord med flest dödade personer. Händelsen utspelade sig visserligen inte i Stockholm men illustrerar hur dåtidens omtalade mordfall kunde publiceras i form av skillingtryck. Massmordet ägde rum natten till den 16 maj 1900 på ångbåten Prins Carl, som var på väg från Arboga till Stockholm. Den 25-årige John Filip Nordlund hade just avtjänat ett straff på Långholmens fängelse och ville nu skaffa pengar för att leva ett liv i lyx. Därför planerade han att rånmörda samtliga resenärerna ombord på ångbåten Prins Carl.
Händelsen beskrevs i flera skillingtryck. I trycket ”Mälaredramat: en sångbar berättelse om de gräsliga ogerningarna å ångbåten Prins Carl” kunde det skaldas på följande sätt och sjungas till melodin: "Zandals kanon":
| ” | I Arboga går han i tanken och rufvar, Han tittar på båtens dörrar och hufvar. Får syn på ”Prins Carl” och gör genast sitt val, Som sedan för många blir gräsliga kval. --- Så stänger och reglar han till alla låsen, Smygande sikte han får på Kapten se'n. Rusar så fram och sänker sin knif I ryggen två gånger och tager hans lif. | „ |

Eller i trycket ”En alldeles ny visa om det hemska Mälardramat” stod följande vers:
| ” | År nittonhundra på Mälar’ns bölja Sin hemska plan går han nu att följa, För att bli mäktig på denna jord. I Maj den sextonde gick ombord. | „ |

Den förste som Nordlund sköt var fartygets kapten Olof Rönngren. Sedan högg han ned fru Lovisa Karlsson med sådan kraft att knivbladet gick av. Efter att ha lämnat fem döda och nio sårade efter sig ombord på fartyget flydde mördaren i en livbåt. Nordlunds liv i lyx varade dock inte länge, då han någon dag senare greps och snart dömdes till döden. Han avrättades i Västerås den 10 december samma år av riksskarprättaren Gustaf Dalman.

### Rånmördaren Johan Alfred Andersson Ander

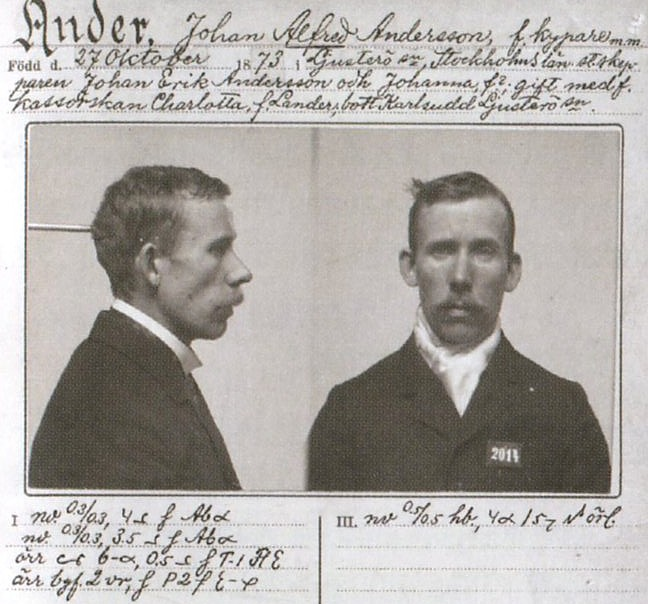
Alfred Anders "Signalementskort".

Som redan nämnts var Alfred Ander den siste person som avrättades i Sverige och den ende som halshöggs med en giljotin. Den 5 januari 1910 rånade Ander Gerells växelkontor vid Malmtorgsgatan 2, inte långt från Gustav Adolfs torg, ett brott som han dock aldrig kom att erkänna. Under själva rånet misshandlade han kassörskan Viktoria Hellsten så illa att hon avled. Vid rånet kom Ander över 5 211 kr och 27 öre som senare kom att användas som bevis mot honom då en del av pengarna var nerblodade. Mordvapnet, ett besman, knöts också till Ander. En koffert som Ander lämnat kvar på hotell Temperance innehöll delar av rånbytet, blod och Anders fotografi samt personbevis. Den 14 maj 1910 dömdes Ander till döden för begånget mord och den 23 november 1910 klockan 08:00 på morgonen verkställdes domen genom bödel Gustaf Dahlman med hjälp av en giljotin.

### Mordet på Hjalmar von Sydow
Ett av 1900-talets massmedialt mycket uppmärksammat mordfall utspelade sig den 7 mars 1932 när politikern Hjalmar von Sydow och två kvinnliga anställda påträffades ihjälslagen i von Sydows lägenhet på Norr Mälarstrand 24. Kropparna hade upptäckts av en ung flicka, brorsdotter till von Sydows framlidna hustru, inneboende hos von Sydows. Hennes vittnesmål ledde polisen till att efterlysa von Sydows son, Fredrik von Sydow, samt dennes hustru Ingun, som skäligen misstänkta. Paret von Sydow begav sig till restaurang Gillet i Uppsala, dit man anlände vid 20-tiden på kvällen för att dinera. Polisen hade lyckats spåra upp dem båda och Restaurangpersonalen anmodades att diskret be Fredrik von Sydow att komma ut i hallen där besök väntade. Paret von Sydow reste sig och gick ut i tamburen där Ingun von Sydow satte sig i en länstol. Då hennes make böjde sig fram som för att kyssa henne sköt han henne i tinningen med en fickpistol. Direkt därefter sköt von Sydow sig själv i huvudet och avled så gott som omedelbart. Något självklart motiv till det inträffade har aldrig framkommit. Mordvapnet, ett järnrör, finns numera utställt på Polismuseet.

### Politikermord och terrordåd

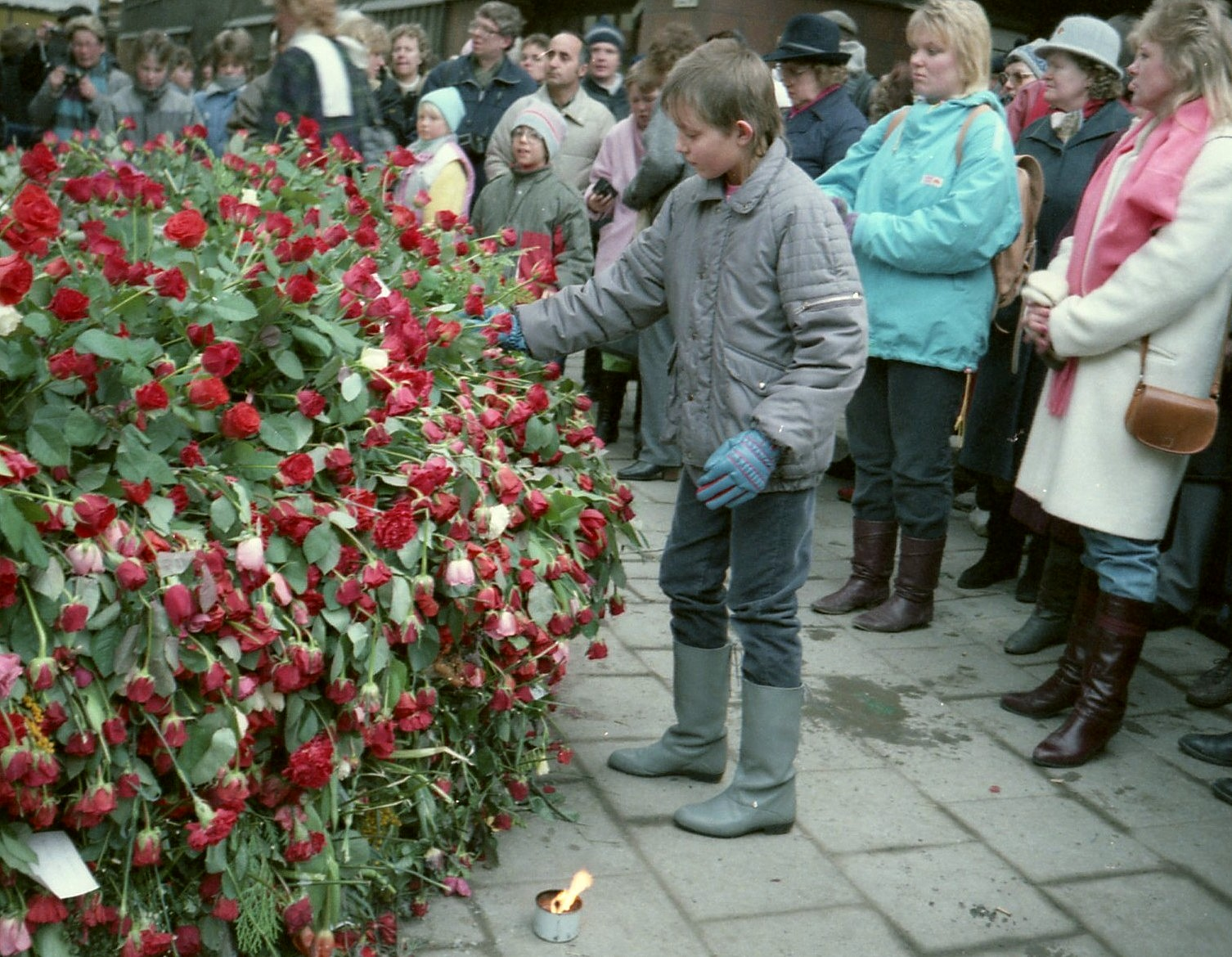
Mordet på Olof Palme chockade Sverige. Redan samma morgon började människor lämna rosor på brottsplatsen, något som fortgick i flera dagar.

1900-talet och 2000-talets början överskuggas även av två uppmärksammade politikermord: Mordet på Olof Palme (1986) och Mordet på Anna Lindh (2003) samt två terroristdåd med dödlig utgång: Ockupationen av Tysklands ambassad (1975) och Bombdåden i Stockholm (2010).
Utredningen kring mordet på statsminister Olof Palme är numera nedlagd (2020) med motiveringen att den misstänkte gärningsmannen är död, något som dock väckt stark kritik. Utrikesministern Anna Linds mördare kunde gripas två veckor efter dådet. Gärningsmannen Mijailo Mijailović dömdes till livstids fängelse för mord med stöd av bland annat bilder från övervakningskameror och DNA-bevisning.
Ambassadockupationen i Stockholm 1975 inträffade på den västtyska ambassaden i Diplomatstaden då medlemmar ur den väpnade vänsterextremistiska organisationen Röda armé-fraktionen (RAF) besatte ambassadens byggnad och krävde att den västtyska regeringen skulle frige ett antal RAF-medlemmar som satt inspärrade i Västtyskland. För att understryka allvaret i sina krav sköts militärattachén Andreas von Mirbach och handelsattachén Heinz Hillegaart till döds. Vid en explosion dödades även två av ockupanterna. De överlevande ockupanterna dömdes alla i Västtyskland till två gånger livstidsstraff. De benådades så småningom och släpptes 1994–1996.
Bombdåden i Stockholm 2010 inträffade den 11 december 2010 då det skedde två explosioner, på Olof Palmes gata respektive Bryggargatan. Explosionerna inträffade mitt i julhandeln och tusentals människor befann sig i närheten. Vid explosionen på Bryggargatan dödade attentatsmannen Taimour Abdulwahab sig själv och ingen annan kom till skada. I Sverige skapade dådet intern debatt, både kring det bristande regelverket för kemikalier som kan användas för tillverkning av sprängmedel och om det menat inte tillräckliga arbetet för att förebygga våldsam extremism.

### Övriga uppmärksammade mordfall (urval)
I kronologisk ordning.
- Hammarbymordet kallas ett svenskt mordfall som inträffade den 1 december 1913 i Hammarby socken i nuvarande Upplands Väsby kommun, då apotekare J.E. Hallbergsson blev knivmördad i Hammarby apotek och hembiträdet Ebba svårt skadad. I mordutredningen var myndigheterna mycket nära att begå justitiemord. De två kringresande italienska gårdfarihandlarna/musikanterna Biagio Valente och Giuseppe Jaconelli blev anklagade för mordet, men friades tack vare ett skickligt arbete från försvararen, häradshövdingen Axel Carlson. I glädjen över den friande domen kastade sig Valentes mor runt domarens hals varvid domaren lär ha sagt: "Kyss inte mig, kyss Carlson!". Detta menar man ha myntat uttrycket "Kyss Karlsson".[63]

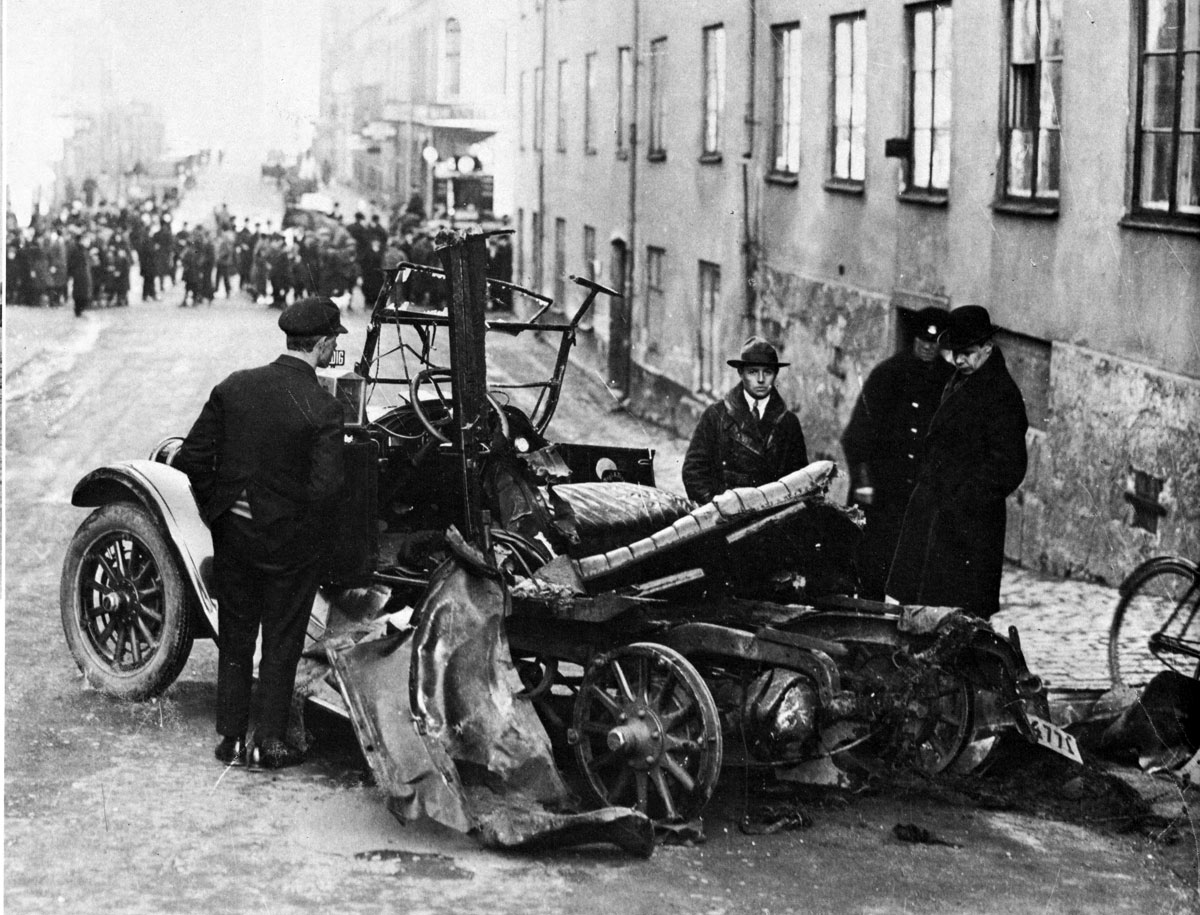
Mordet på Sixten Flyborg, den söndersprängda taxibilen efter explosionen 1926.

- Mordet på Sixten Flyborg ägde rum den 12 mars 1926 på en taxibil sprängdes i luften utanför Pipersgatan 14. Vid explosionen, som även kallas den ”Flyborgska smällen”, omkom direktör Flyborg omedelbart medan föraren överlevde. Förövarna var Flyborgs kompanjoner Alexander Krüger och Eric von Arbin som genom mordet ville komma åt Flyborgs livförsäkring för att på så vis rädda företaget som var i ekonomiska svårigheter.[64]

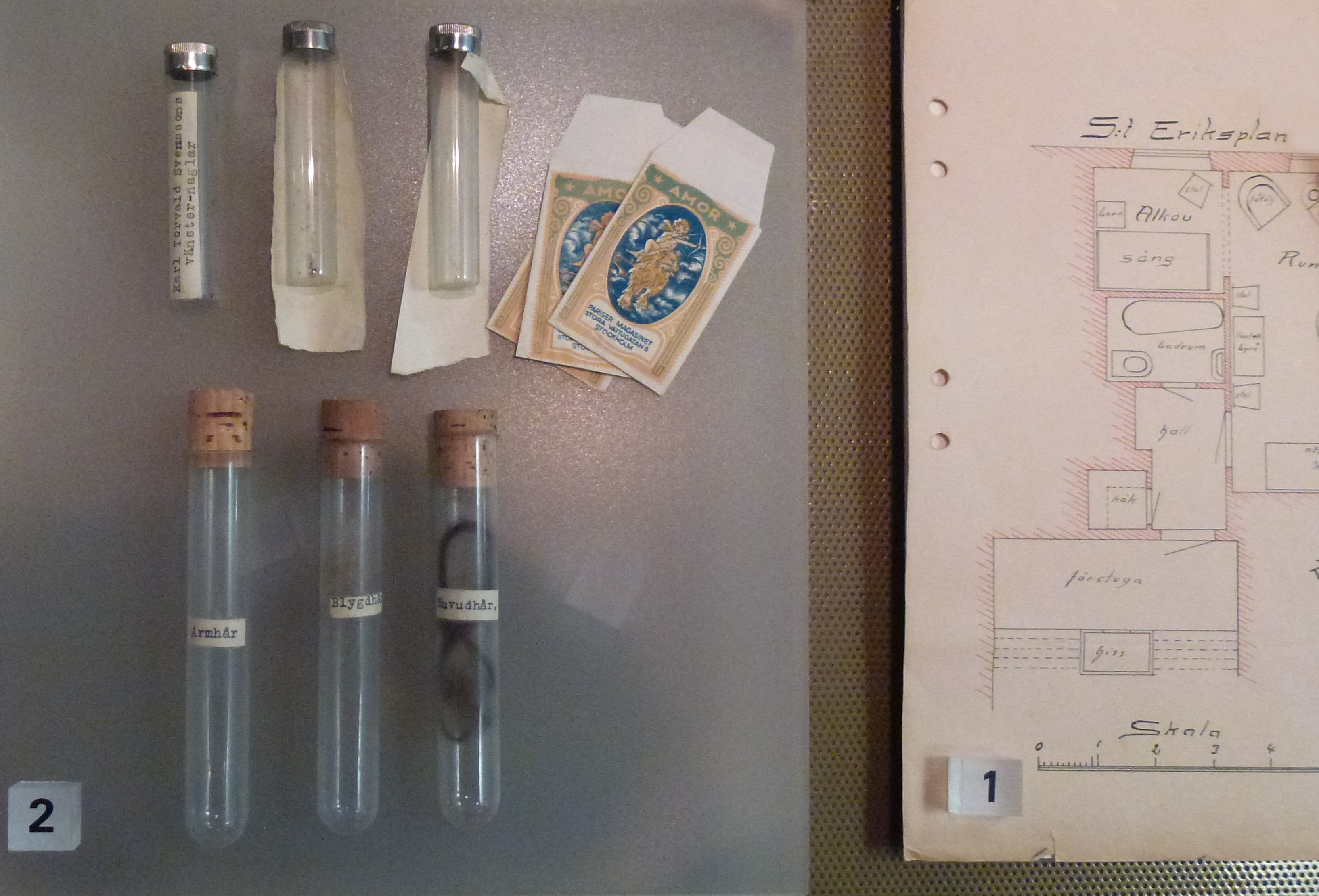
Prover och en lägenhetsplan från Vampyrmordet 1932 på Polismuseet.

- Den 4 maj 1932 på valborgsmässoafton hittades den 32-åriga prostituerade Lilly Lindeström brutalt mördad i sin etta på Sankt Eriksplan 11 i Atlasområdet i Vasastan. Mördaren hade städat lägenheten noggrant efter dådet. Polisen fann dock en nerfläckad såsslev som troligen varit full med blod. En av de poliser som utredde fallet har senare berättat för Aftonbladets kriminalreporter Börje Heed att det fanns misstankar att mördaren druckit offrets blod. Brottet blev aldrig uppklarat och blev känt som Atlasmordet respektive Vampyrmordet.[65]
- Det så kallade Gerdmordet var ett mycket omtalat mord i Stockholm 1939. Namnet härrör från den tioåriga Gerd Johansson som försvann i december 1939. Åtta dagar senare hittades hon våldtagen och strypt vid Lötsjön i Sundbyberg. Sex veckor efter mordet förhördes den 33-årige potatishandlaren och idrottsmannen Olle Möller. Den 7 mars 1941 dömdes Möller mot sitt nekande till tio års straffarbete för "försök till våldtäkt samt för misshandel varav döden följt". Kritiker av Gerddomen hävdade att flera vittnesmål var falska, med belöning som syfte och 1984 offentliggjorde ett av vittnena att han vittnat falskt.[66]

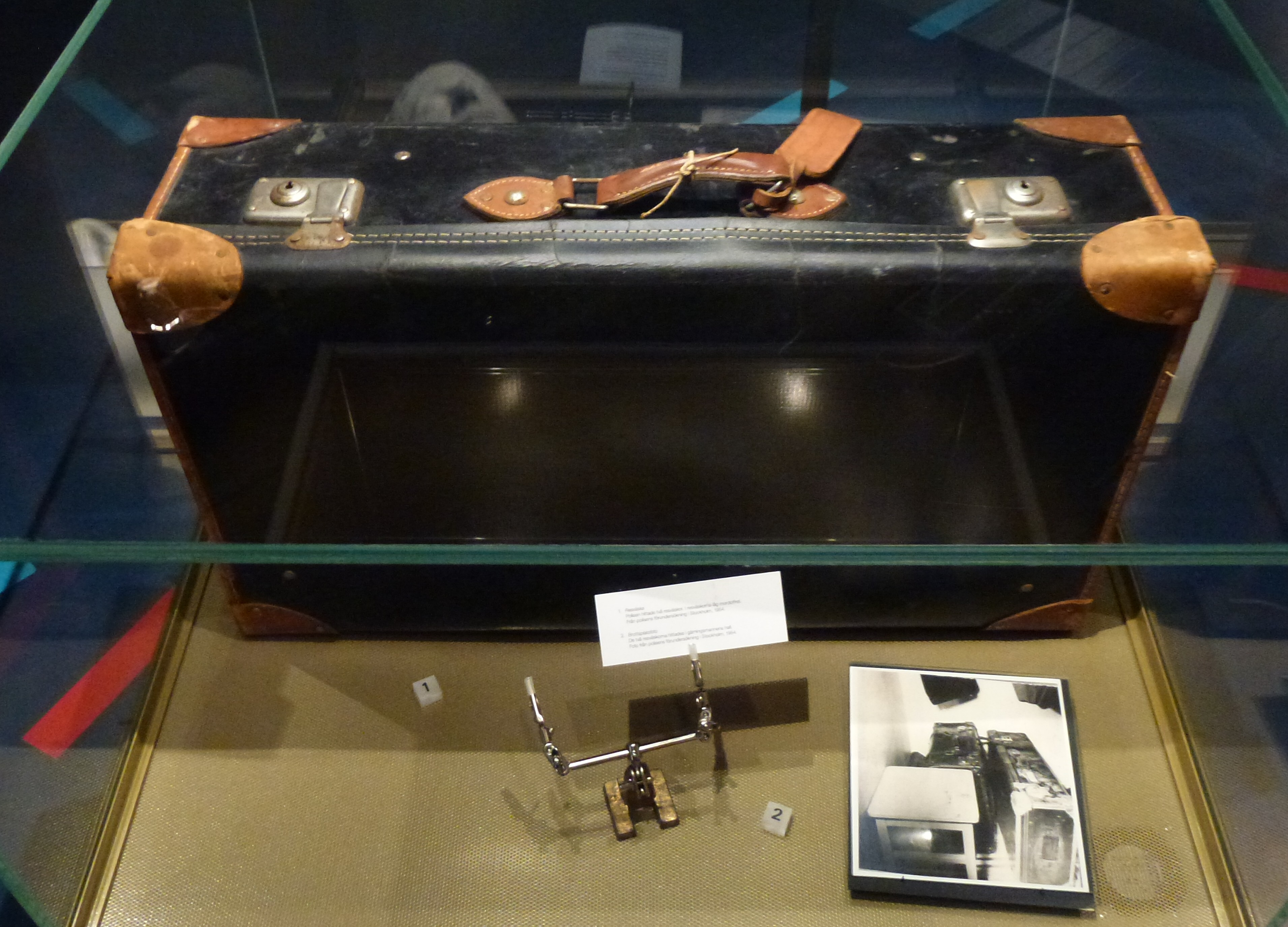
Den svarta resväskan som användes vid styckmordet i Bagarmossen 1954.

- Styckmordet i Bagarmossen, även kallat Koffertmordet ägde rum den 4 juni 1954, när slaktaren Lasse Andersson skjutit diversearbetaren Per Gunnar Löthberg med ett salongsgevär i en lägenhet vid Lagavägen 3 i Bagarmossen. Anledningen var gräl om pengar som Löthberg skulle betala för ett munspel han köpt av mördaren. Den mördade styckades sedan professionellt och likdelarna uppdelades på två resväskor, en svart och en brun. Den svarta hade en adresslapp med gärningsmannens namn. Denne slapp dock fängelsestraff på grund av psykisk sjukdom och hamnade på sluten psykiatriskt anstalt.[67]
- Kakelugnsmordet, även i media känt som Tandläkarmordet inträffade den 19 april 1962. I sin lägenhet på Drottninggatan 95D slog den bankanställde Wilhelm Rodius ihjäl tandläkaren och bankkunden Robert Aspelin, styckade liket och eldade upp det i sina tre kakelugnar. Anledningen var att dölja att Rodius förskingrat pengar från tandläkaren året innan för att finansiera renoveringen av en herrgård. Rodius dömdes till livstids straffarbete, vilket så småningom begränsades till fjorton år.[68]
- Seriemördaren John Ingvar Lövgren begick fyra mord och dömdes för tre av dem till sluten rättpsykiatrisk vård på Salberga. Han gick ofta under namnet Flickmördaren med anledning av sina sista mord på två småflickor, utförda 1962 respektive 1963, som blev mycket uppmärksammade i media. Det första mordoffret var Agneta Nyholm, 26. Hon mördades natten till den 27 juni 1958 i sitt hem i Fruängen. Lövgren blev trots sitt erkännande och flera bevis aldrig åtalad för detta mord som preskriberades 1973. Romanen Mannen på balkongen (1967) av Sjöwall Wahlöö är baserad på Lövgren och hans gärningar.[69][70]

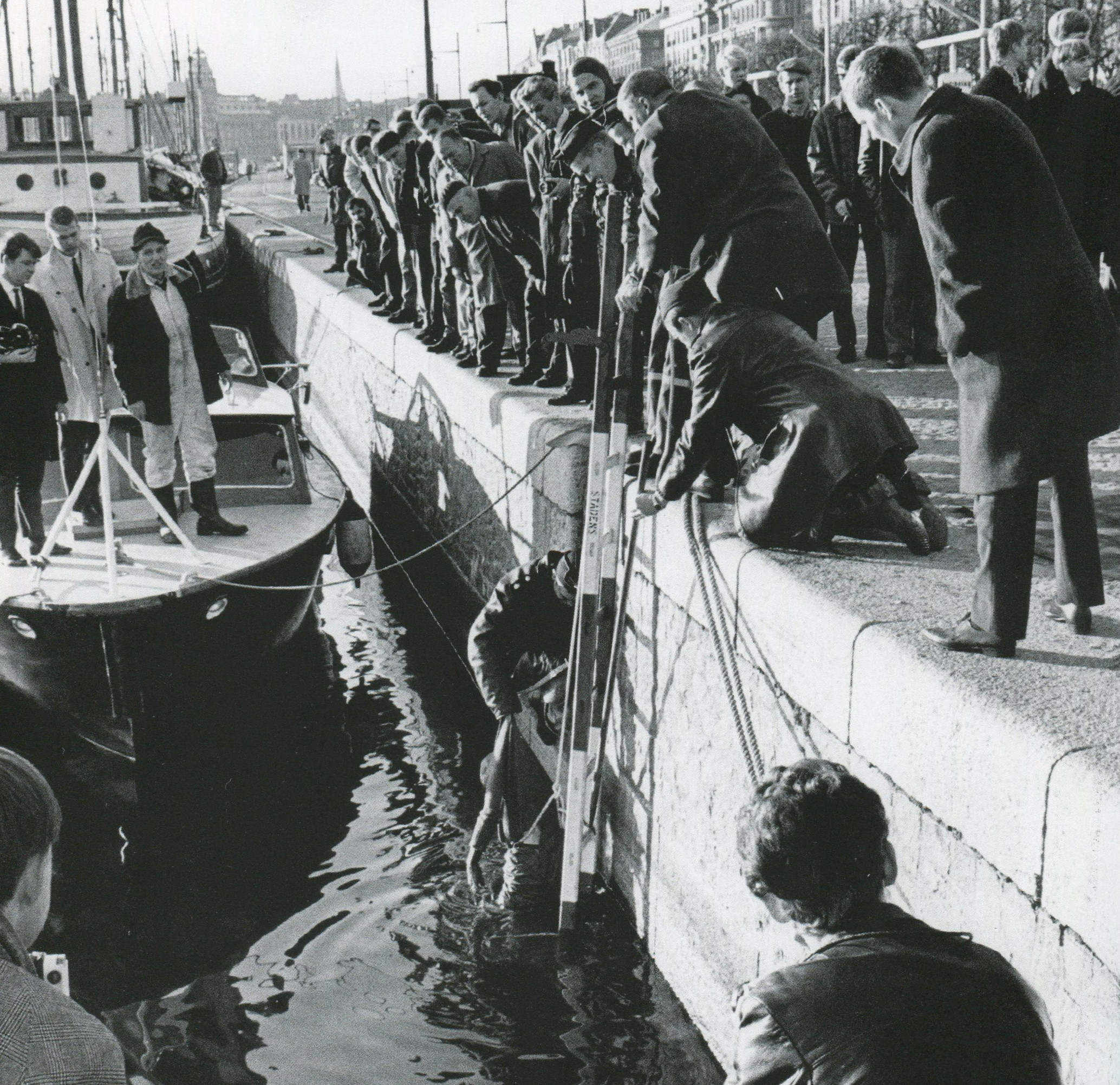
"Träskmördarens" tredje offer hissas upp vid kajen längs Strandvägen, 1966.

- Träskmorden var kvällspressens beteckning på tre mord begångna av Hans "Tuppen" Marmbo i Stockholm under oktober 1966 i slumkvarteret Träsket vid Brunnsgatan 26 på Norrmalm. Marmbo, som var inbrottstjuv och alkoholist, mördade först en av sina medbrottslingar efter ett misslyckat inbrott, sedan en sexköpare till den prostituerade sambon och till sist en väninna till den prostituerade kvinnan. Han sänkte liken på olika platser längs stadens kajer, inklusive Nybroviken. Ett av liken återfanns stående vid kajplats 24 i Nybroviken. Detta faktum gav sedermera upphov till uttrycket "Ståplats i Nybroviken". I juni 1967 dömdes Marmbo till livstids fängelse för morden.[71]
- Da Costa-fallet beskriver ett styckmord i Stockholm från 1984 och en rad rättegångar som pågått mellan 1984 och 2012 sedan delar av en styckad kropp efter den prostituerade Catrine da Costa hittats. Den 18 juli 1984 upptäcktes ett par plastsäckar med delar av da Costas styckade kropp på olika platser i Stockholm. En rättsläkare och en allmänläkare åtalades så småningom och dömdes i januari 1988 för att tillsammans ha mördat och styckat offret på rättsläkarstationen i Solna. Rättegången fick dock göras om och den 8 juli 1988 friades båda läkarna. I slutet av november 2009 krävde de båda läkarna svenska staten på 40 miljoner kronor i skadestånd då de båda männen hävdade att de fått sina liv förstörda.[72] Läkarnas käromål ogillades dock i domen den 18 februari 2010.[73] Fallet fick mycket publicitet och har beskrivits i flera böcker samt TV- och radioprogram.
- Porrmorden var en serie mordfall som ägde rum mellan den 2 mars och den 20 december 1989. Då mördas fyra personer vars enda gemensamma nämnare tycks vara anknytning till porrindustrin. Samtliga mord utövades med en jaktkniv och två av dem inne i två porrvideobutiker på Birger Jarlsgatan respektive Lundagatan. Porrmorden är fortfarande (2025) ouppklarade och ingen misstänkt har hittills presenterats. Fallet är numera ett cold case (ouppklarat brott).[74]
- Från augusti 1991 till januari 1992 sköt John Ausonius (även kallad Lasermannen) sammanlagt elva personer vid olika attentat i Stockholm och Uppsala. En person dog och flera fick skador för livet. Attentaten föranledde Sveriges största polisjakt näst efter Palmemordet. Efter sex månader greps Ausonius på bar gärning mitt under ett bankrån och den 1 december 1993 dömdes han av Stockholms tingsrätt till livstids fängelse för ett mord, nio mordförsök och nio grova rån.[75]
- Dödsskjutningen av polisassistenten Leif Widengren ägde rum den 17 februari 1992. Han sköts till döds med en AK 4 då han tillsammans med två kolleger skulle bevaka en värdetransport i Högdalen i Stockholm. Det är hittills (2012) det enda fall där en svensk polisman dödats i tjänsten som inte klarats upp. Fallet togs upp i TV-serien Cold Case Sverige i TV4 år 2005[76] samt i SVT år 2012, Veckans brott, del 5.
- Stureplansmorden var ett våldsdåd som ägde rum den 4 december 1994 vid Stureplan på Östermalm. En ordningsvakt och tre gäster dödades vid nattklubben Sturecompagniet då Tommy Zethraeus, enligt den fällande domen och vad han själv erkände, öppnade eld med en automatkarbin rakt in i entrén. Ytterligare ett 20-tal personer skadades av kulor och glassplitter. Anledningen var ett bråk med dörrvakten tidigare den kvällen. Zethraeus’ kumpan Guillermo Marquez Jara dömdes för medhjälp till grovt vållande till annans död.[77]
- Sturebymordet inträffade den 6 juni 2009 då en 15-årig flicka, Therese Johansson Rojo, kvävdes till döds i en skogsdunge nära Sockenplan i stadsdelen Enskedefältet på gränsen till Stureby. En 16-årig pojke och en jämnårig flicka greps och anhölls samma natt samt häktades den 9 juni misstänkta för mordet. Bakom mordet låg ett svartsjukedrama då Therese på en fest hade kysst den 16-åriga pojken och den jämnåriga flickan hade blivit svartsjuk. Den 19 augusti 2009 fälldes båda i Södertörns tingsrätt för anstiftan till mord på Rojo. Båda dömdes till ett år och åtta månaders sluten ungdomsvård. Hovrätten fastställde domen den 5 februari 2010.[78]